# التسلسل الزمني للأقمار الصناعية والمسابير الفضائية
تحتوي هذه المقالة على التسلسل الزمني للأقمار الصناعية والمسابير الفضائية المنظمة في ترتيب تواريخ الإطلاق.
العديد من البعثات الفضائية تحمل عدة أسماء في وقت واحد. تم اختيار واحد فقط لهذا الجدول.
هي عبارة عن مجموعة مختارة من الأقمار الصناعية والمسابير التي تم إطلاقها ، والتي تم اختيارها بشكل رئيسي لأسباب تاريخية أو وظائف مبتكرة.  يتطابق عدد الأجسام المطلقة مع إجمالي عدد المركبات التي تم بناؤها وإطلاقها ، بما في ذلك حالات النجاح والفشل.

## سنوات 1950

### 1957 (3 عناصرأطلقت )
| تاريخ         | اسم المهمة   | دولة             | الوجهة (الموقف) | تعليق |
| ------------- | ------------ | ---------------- | --------------- | --- |
| 4 أكتوبر 1954 | Spoutnik 1   | الاتحاد السوفيتي | الأرض (مداري)   | النجاح: أول قمر اصطناعي في مدار أرضي منخفض. أول قمر صناعي روسي. أطلقه الصاروخ R-7 Semiorka من قاعدة بايكونور الفضائية. روسيا تصبح أول قوة فضائية(الاتحاد السوفيتي). |
| 3 نوفمبر 1957 | Spoutnik 2   | الاتحاد السوفيتي | الأرض (مداري)   | نجاح جزئي: أول قمر اصطناعي في مدار أرضي منخفض به حيوان (لايكا) |
| 6 ديسمبر 1957 | Vanguard TV3 | الولايات المتحدة | الأرض (مداري)   | الفشل: انفجر في مدى الاطلاق |

### 1958 (28 عنصر أطلق )
| تاريخ          | اسم المهمة | دولة             | الوجهة (الموقف) | تعليق |
| -------------- | ---------- | ---------------- | --------------- | --- |
| 1 فبراير 1958  | Explorer 1 | الولايات المتحدة | الأرض (مداري)   | النجاح: أول قمر اصطناعي أمريكي. أطلقه صاروخ جونو الأول من منصة إطلاق كيب كانافيرال. لتصبح الولايات المتحدة القوة الفضائية الثانية. اكتشاف حزام فان ألين. |
| 5 مارس 1958    | Explorer 2 | الولايات المتحدة | الأرض (مداري)   | الفشل: خلل في القاذف. |
| 17 مارس 1958   | Vanguard 1 | الولايات المتحدة | الأرض (مداري)   | النجاح: تقدر حياته الإفتراضية بـ 240 سنة. دراسة الكرة الأرضية الأرضية.                                                                                   |
| 26 مارس 1958   | Explorer 3 | الولايات المتحدة | الأرض (مداري)   | النجاح: مماثل ل Explorer 1 |
| 15 مايو 1958   | Spoutnik 3 | الاتحاد السوفيتي | الأرض (مداري)   | نجاح جزئي: الإطلاق الناجح ولكن فشل التجارب. |
| 26 جويلية 1958 | Explorer 4 | الولايات المتحدة | القمر(مداري)    | النجاح: دراسة حزام Van Allen الداخلي. شارك في عملية Argus (الاختبارات الأولى للأسلحة النووية التي أجريت في الفضاء).                                      |
| 17 أغسطس 1958  | Pioneer 0  | الولايات المتحدة | القمر(مداري)    | الفشل: الانفجار عند الإقلاع. |
| 24 أغسطس 1958  | Explorer 5 | الولايات المتحدة | القمر(مداري)    | الفشل: شذوذ أثناء وجوده في المدار. |
| 11 أكتوبر1958  | بيونير 1   | الولايات المتحدة | القمر(مداري)    | نجاح جزئي: أول إطلاق ناجح لمسبار الكواكب الأمريكي ولكنه لم يصل إلى القمر.                                                                                |
| 8 نوفمبر 1958  | بيونير 2   | الولايات المتحدة | القمر(مداري)    | الفشل: عاد إلى الأرض بعد 43 ساعة في الفضاء. |
| 6 ديسمبر 1958  | Pioneer 3  | الولايات المتحدة | القمر(تحليقي)   | الفشل: عاد إلى الأرض بعد 38 ساعة في الفضاء. |
| 18 ديسمبر 1958 | SCORE      | الولايات المتحدة | الأرض (مداري)   | النجاح: أول اختبار لنظام الاتصالات في الفضاء. بث رسالة عيد الميلاد على مسجل شريط على متن طائرة.                                                          |

### 1959 (24 عنصر أطلق )
| تاريخ          | اسم المهمة   | دولة             | الوجهة (الموقف) | تعليق |
| -------------- | ------------ | ---------------- | --------------- | --- |
| 2 يناير 1959   | Luna 1       | الاتحاد السوفيتي | القمر(تأثيري)   | نجاح جزئي: أول مركبة فضائية تمر بالقرب من القمر. الملاحظة المباشرة الأولى للرياح الشمسية. اكتشف عدم وجود مجال مغناطيسي قابل للكشف بالقرب من القمر. أول مركبة مغادرة لمدار الأرض للانضمام إلى مدار هليومركزي. |
| 17 فبراير 1959 | Vanguard 2   | الولايات المتحدة | الأرض (مداري)   | نجاح جزئي: أول قمر صناعي للأرصاد الجوية. ومع ذلك ، فإن البيانات البصرية المستلمة قد تدهورت بسبب خلل في التوج. من المقرر أن يدور لمدة 300 سنة.                                                                |
| 28 فبراير 1959 | Discoverer 1 | الولايات المتحدة | الأرض (مداري)   | النجاح |
| 3 مارس 1959    | Pioneer 4    | الولايات المتحدة | القمر(مداري)    | الفشل: اجتاز المسبار أكثر من 000 60 كيلومتر من القمر ، فشلت الرحلة. |
| 7 أغسطس 1959   | Explorer 6   | الولايات المتحدة | القمر(مداري)    | النجاح: نقل أول صور للأرض مأخوذة من المدار. |
| 13 سبتمبر 1959 | Luna 2       | الاتحاد السوفيتي | القمر(تأثيري)   | النجاح: أول مركبة فضائية تتلامس مع جرم سماوي آخر. أول مسبار يحط على القمر. |
| 18 سبتمبر 1959 | Vanguard 3   | الولايات المتحدة | الأرض (مداري)   | النجاح: دراسة المجال المغناطيسي للأرض ، وترسيم جزئي لحزام Van Allen. |
| 4 أكتوبر 1959  | Luna 3       | الاتحاد السوفيتي | القمر(تحليقي)   | النجاح: أول مركبة فضائية تنقل صورًا للوجه الخفي للقمر. |
| 4 أكتوبر 1959  | Explorer 7   | الولايات المتحدة | الأرض (مداري)   | النجاح: أول قمر صناعي لدراسة المناخ. |

## سنوات 1960

### 1960 (44 عنصر أطلق )
| تاريخ          | اسم المهمة    | دولة             | الوجهة (الموقف) | تعليق |
| -------------- | ------------- | ---------------- | --------------- | --- |
| 11 مارس 1960   | Pioneer 5     | الولايات المتحدة | الشمس (مداري)   | النجاح: الاستكشاف بين الكواكب. أول خريطة للمجال المغناطيسي بين الكواكب.رقم قياسي في ذلك الوقت للبث الإذاعي: 36 مليون كم. |
| 1 أبريل 1960   | TIROS-1       | الولايات المتحدة | الأرض (مداري)   | النجاح: أول قمر صناعي للأرصاد الجوية يعمل بكامل طاقته (22،952 صورة فوتوغرافية في 77 يومًا).                               |
| 13 أبريل 1960  | Transit 1-B   | الولايات المتحدة | الأرض (مداري)   | النجاح: أول إعادة تشغيل للمحرك على المدار. أول نظام لتحديد المواقع عبر الأقمار الصناعية.                                 |
| 15 مايو 1960   | Spoutnik 4    | الاتحاد السوفيتي | الأرض (مداري)   | الفشل: الخروج عن المدار غير صحيح.                                                                                        |
| 24 مايو 1960   | MIDAS 2       | الولايات المتحدة | الأرض (مداري)   | النجاح: قمر صناعي للإنذار المبكر والمراقبة المضادة للصواريخ ، أول قمر صناعي في المدار للمشروع MIDAS.                     |
| 22 يونيو 1960  | GRAB 1        | الولايات المتحدة | الأرض (مداري)   | النجاح: أول قمر صناعي من أصل كهرومغناطيسي.                                                                               |
| 11 أغسطس 1960  | Discoverer 13 | الولايات المتحدة | الأرض (مداري)   | النجاح: قمر صناعي للاستطلاع ، أول عملية استرجاع ناجحة لكبسولة قابلة للإخراج بعد الإطلاق ، استرجعت في المحيط الهادئ.      |
| 12 أغسطس 1960  | Echo 1A       | الولايات المتحدة | الأرض (مداري)   | النجاح: أول قمر صناعي للاتصالات. وصل للانعكاس الراجع للاتصالات اللاسلكية.                                                |
| 19 أغسطس 1960  | Spoutnik 5    | الاتحاد السوفيتي | الأرض (مداري)   | النجاح:أول استعادة لحيوانات ناجحة بعد إدخالها في المدار. (بيلكا وستريلكا)                                                |
| 13 سبتمبر 1960 | Discoverer 15 | الولايات المتحدة | الأرض (مداري)   | النجاح: قمر صناعي للاستطلاع ، أول استرجاع ناجح بواسطة طائرة من كبسولة قابلة للإخراج بعد وضعها في المدار.                 |
| 4 أكتوبر 1960  | Courier 1B    | الولايات المتحدة | الأرض (مداري)   | النجاح: أول ساتل للاتصالات السلكية واللاسلكية قادر على نشر الإشارات الأرضية.                                             |
| 10 أكتوبر 1960 | Mars 1960A    | الاتحاد السوفيتي | المريخ (تحليقي) | الفشل: لم يدخل في المدار حول الأرض.                                                                                      |
| 14 أكتوبر 1960 | Mars 1960B    | الاتحاد السوفيتي | المريخ (تحليقي) | الفشل: لم يدخل في المدار حول الأرض.                                                                                      |
| 1 ديسمبر 1960  | Spoutnik 6    | الاتحاد السوفيتي | الأرض (مداري)   | الفشل: انفجار عبوة ناسفة في الجو ، مما أسفر عن مقتل الحيوانين اللذين كانا يحملانها.                                      |
| 20 ديسمبر 1960 | Discoverer 19 | الولايات المتحدة | الأرض (مداري)   | النجاح: قمر صناعي للإنذار المبكر ، مشروع MIDAS.                                                                          |

### 1961 (60 عنصر أطلق )
| تاريخ          | اسم المهمة         | دولة             | الوجهة (الموقف)   | تعليق |
| -------------- | ------------------ | ---------------- | ----------------- | --- |
| 4 فبراير 1961  | Spoutnik 7         | الاتحاد السوفيتي | الزهرة (تحليقي)   | الفشل: أول محاولة سوفيتية لاستكشاف كوكب الزهرة. يُعرف أيضًا باسم Venera 1VA No.1                                                      |
| 12 فبراير 1961 | Venera 1           | الاتحاد السوفيتي | الزهرة (تحليقي)   | الفشل: المرور من 100000 كم من كوكب الزهرة بعد ذلك فقد الاتصال.                                                                      |
| 17 فبراير 1961 | Discoverer 20      | الولايات المتحدة | الأرض (مداري)     | النجاح: إدخال في المدار في كبسولة بوزن 150 كيلوجرام.                                                                                |
| 18 فبراير 1961 | Discoverer 21      | الولايات المتحدة | الأرض (مداري)     | النجاح: اختبار إعادة تشغيل محرك الصاروخ في الفضاء.                                                                                  |
| 12 أبريل 1961  | Vostok 1           | الاتحاد السوفيتي | الأرض (مداري)     | النجاح: أول رحلة فضائية بها بشر (يوري جاجارين).                                                                                     |
| 5 مايو 1961    | Mercury-Redstone 3 | الولايات المتحدة | الأرض (دون مداري) | النجاح: أول رحلة فضائية أمريكية بها بشر (ألان شيبرد).                                                                               |
| 6 أغسطس 1961   | Vostok 2           | الاتحاد السوفيتي | الأرض (مداري)     | النجاح: رحلة فضائية بها بشر (جيرمان تيتوف).                                                                                         |
| 12 ديسمبر 1961 | OSCAR 1            | الولايات المتحدة | الأرض (مداري)     | النجاح: أول قمر صناعي تم إطلاقه كشحنة ثانوية ، هو أول قمر صناعي أنتجته جهات غير حكومية ، وهو أول قمر صناعي لمستخدمي الراديو الهواة. |

### 1962 (96 عنصر أطلق )
| تاريخ          | اسم المهمة | دولة             | الوجهة (الموقف) | تعليق |
| -------------- | ---------- | ---------------- | --------------- | --- |
| 26 يناير 1962  | Ranger 3   | الولايات المتحدة | القمر(تأثيري)   | الفشل:اذهب إلى ما وراء القمر |
| 20 فبراير 1962 | Mercury 6  | الولايات المتحدة | الأرض (مداري)   | النجاح: أول رحلة مدارية لأحد الأمريكيين (جون جلين) |
| 23 أبريل 1962  | Ranger 4   | الولايات المتحدة | القمر(تأثيري)   | الفشل: لمس الجانب الخفي للقمر ولكن لم يتمكن من إرسال أي رسالة. أول سفينة فضاء أمريكية تتلامس مع جرم سماوي آخر.                                                                                         |
| 26 أبريل 1962  | Ariel 1    | المملكة المتحدة  | الأرض (مداري)   | النجاح: أول قمر صناعي إنجليزي. أول قمر صناعي لبرنامج ارييل. يتم تضمين ستة تجارب: ثلاثة تتعلق بدراسة الأيونوسفير ، اثنان إلى قياسات إشعاع الشمس والأخيرة لدراسة الأشعة الكونية.                         |
| 10 يوليو 1962  | Telstar 1  | الولايات المتحدة | الأرض (مداري)   | النجاح: أول قمر صناعي نشط للاتصالات السلكية واللاسلكية لنقل الاتصالات العابرة للقارات مباشرة ، وهو أول ساتل مموَّل من القطاع الخاص.                                                                      |
| 22 يوليو 1962  | Mariner 1  | الولايات المتحدة | الزهرة (تحليقي) | الفشل: انفجر في مدى الاطلاق. |
| 11 أغسطس 1962  | Vostok 3   | الاتحاد السوفيتي | الأرض (مداري)   | النجاح: أول صور ملونة للأرض |
| 12 أغسطس 1962  | Vostok 4   | الاتحاد السوفيتي | الأرض (مداري)   | النجاح: المرة الأولى التي تكون فيها سفينتان مأهولتان في مدار في نفس الوقت ، أول اتصال في مدار بين السفينتين.                                                                                           |
| 27 أغسطس 1962  | Mariner 2  | الولايات المتحدة | الزهرة (تحليقي) | النجاح: أول مسبار ينجح في التحليق فوق كوكب آخر. حطم الرقم القياسي لمسافة الاتصال. الملاحظة الأولى لكوكب الزهرة (14 ديسمبر 1962).                                                                       |
| 29 سبتمبر 1962 | Alouette 1 | كندا             | الأرض (مداري)   | النجاح: أول قمر صناعي لكندا. |
| 18 أكتوبر 1962 | Ranger 5   | الولايات المتحدة | القمر(تأثيري)   | الفشل: على الرغم من المرور على 720 كم من القمر ، ظل المسبار صامتا. |
| 24 أكتوبر 1962 | Mars 1962A | الاتحاد السوفيتي | المريخ (تحليقي) | الفشل: انفجار القاذف. |
| 1 نوفمبر 1962  | Mars 1     | الاتحاد السوفيتي | المريخ (تحليقي) | الفشل |
| 4 نوفمبر 1962  | Mars 1962B | الاتحاد السوفيتي | المريخ (هابط)   | الفشل: خلل أثناء الإطلاق نحو المريخ. |
| 13 ديسمبر 1962 | Relay 1    | الولايات المتحدة | الأرض (مداري)   | النجاح: أول قمر صناعي يبث برامج تلفزيونية من الولايات المتحدة إلى اليابان. كان البث الأول خطابًا تم تسجيله مسبقًا من قبل رئيس الولايات المتحدة. بدلا من ذلك ، كان الإعلان عن وفاة جون فيتزجيرالد كينيدي. |

### 1963 (97 عنصر أطلق )
| تاريخ          | اسم المهمة      | دولة             | الوجهة (الموقف) | تعليق |
| -------------- | --------------- | ---------------- | --------------- | --- |
| 14 فبراير 1963 | Syncom 1        | الولايات المتحدة | الأرض (مداري)   | الفشل : أول محاولة لإطلاق الأقمار الصناعية للاتصالات في المدار المتزامن مع الأرض                                                             |
| 2 أبريل 1963   | Luna 4          | الاتحاد السوفيتي | القمر (هابط)    | الفشل الجزئي: أول محاولة للهبوط على سطح القمر ، أستخدم كمسبار                                                                                |
| 15 مايو 1963   | Mercury-Atlas 9 | الولايات المتحدة | الأرض (مداري)   | النجاح: آخر رحلة مأهولة لبرنامج ميركوري ، أول أمريكي في الفضاء لأكثر من 24 ساعة                                                              |
| 14 يونيو 1963  | Vostok 5        | الاتحاد السوفيتي | الأرض (مداري)   | النجاح: رحلة مأهولة لمدة 5 أيام (فاليري بايكوفسكي)                                                                                           |
| 16 يونيو 1963  | Vostok 6        | الاتحاد السوفيتي | الأرض (مداري)   | النجاح : أول امرأة في الفضاء, رائدة الفضاء السوفياتي فالنتينا تيريشكوفا                                                                      |
| 26 يوليو 1963  | Syncom 2        | الولايات المتحدة | الأرض (مداري)   | النجاح: أول قمر صناعي للاتصالات السلكية واللاسلكية يوضع في مدار متزامن مع الأرض. نقل أول مكالمة هاتفية عبر الأقمار الصناعية بين رؤساء الدول. |
| 1 نوفمبر 1963  | Polyot 1        | الاتحاد السوفيتي | الأرض (مداري)   | النجاح: قمر صناعي مضاد للأقمار الصناعية (اختبار)                                                                                             |

### 1964 (127 عنصر أطلق )
| تاريخ          | اسم المهمة      | دولة             | الوجهة (الموقف) | تعليق |
| -------------- | --------------- | ---------------- | --------------- | --- |
| 21 يناير 1964  | Relay 2         | الولايات المتحدة | الأرض (مداري)   | النجاح: الاتصالات السلكية واللاسلكية |
| 30 يناير 1964  | Ranger 6        | الولايات المتحدة | القمر(تأثيري)   | نجاح جزئي: تأثير ناجح ، ولكن فشلت الكاميرا في نقل الصور من سطح القمر.                                                                                                  |
| 30 يناير 1964  | Electron 1 et 2 | الاتحاد السوفيتي | الأرض (مداري)   | النجاح: دراسة لحزام فان ألين |
| 2 أبريل 1964   | Zond 1          | الاتحاد السوفيتي | الزهرة (تحليقي) | فشل جزئي: فقد الاتصال مع القمر في 14 مايو 1964. المسبار السوفياتي الثاني للوصول إلى كوكب الزهرة.                                                                       |
| 28 يوليو 1964  | Ranger 7        | الولايات المتحدة | القمر(تأثيري)   | النجاح: أول رحلة ناجحة تمامًا لبرنامج Ranger. أول مسبار أمريكي ينقل الصور بنجاح بالقرب من سطح القمر إلى الأرض                                                           |
| 19 أغسطس 1964  | Syncom 3        | الولايات المتحدة | الأرض (مداري)   | النجاح: أول قمر صناعي موضوع في المدار الثابت بالنسبة للأرض |
| 28 أغسطس 1964  | Nimbus 1        | الولايات المتحدة | الأرض (مداري)   | النجاح: الجيل الثاني من أقمار الأرصاد الجوية. سلط هذا البرنامج الضوء على الثغرة الموجودة في طبقة الأوزون التي تتشكل فوق المناطق القطبية                                |
| 5 سبتمبر 1964  | OGO 1           | الولايات المتحدة | الأرض (مداري)   | النجاح: دراسة الغلاف المغناطيسي والتفاعلات بين الأرض والشمس |
| 12 أكتوبر 1964 | Voskhod 1       | الاتحاد السوفيتي | الأرض (مداري)   | النجاح: أول رحلة فضاء تأخذ أكثر من شخص إلى الفضاء ، وأول رحلة بدون بدل فضاء                                                                                            |
| 5 نوفمبر 1964  | Mariner 3       | الولايات المتحدة | المريخ (تحليقي) | فشل |
| 28 نوفمبر 1964 | Mariner 4       | الولايات المتحدة | المريخ (تحليقي) | النجاح: أول تحليق إلى كوكب المريخ ، أرسل الصور الأولى لسطح المريخ ، و أيضا صور أولى قريبة لكوكب آخر                                                                    |
| 30 نوفمبر 1964 | Zond 2          | الاتحاد السوفيتي | المريخ (تحليقي) | الفشل الجزئي: مر على بعد 1500 كيلومتر من المريخ بعد ذلك فقد الاتصال. تصاريح للتحقق من صحة استخدام محركات الأيونات التي عملت بشكل صحيح في ظل ظروف حقيقية خلال 70 دقيقة. |
| 15 ديسمبر 1964 | San Marco 1     | إيطاليا          | الأرض (مداري)   | النجاح: أول قمر صطناعي إيطالي. أول قمر لبرنامج سان ماركو. |

### 1965 (180 عنصر أطلق )
| تاريخ          | اسم المهمة | دولة             | الوجهة (الموقف) | تعليق |
| -------------- | ---------- | ---------------- | --------------- | --- |
| 16 فبراير 1965 | Pegasus 1  | الولايات المتحدة | الأرض (مداري)   | النجاح: تقييم الخطر الذي تمثله النيازك الدقيقة للمركبات الفضائية التي تسير في مدار منخفض                                                                 |
| 17 فبراير 1965 | Ranger 8   | الولايات المتحدة | القمر(تأثيري)   | النجاح: التقط أكثر من 7000 صورة فوتوغرافية للقمر خلال مداره وسقط على القمر في 20 فبراير 1965.                                                            |
| 18 مارس 1965   | Voskhod 2  | الاتحاد السوفيتي | الأرض (مداري)   | النجاح: السير في الفضاء لأول مرة على الإطلاق من قبل رجل (اليكسي ليونوف).                                                                                 |
| 23 مارس 1965   | Gemini 3   | الولايات المتحدة | الأرض (مداري)   | النجاح: أول مهمة مأهولة من برنامج Gemini. |
| 6 أبريل 1965   | Early Bird | الولايات المتحدة | الأرض (مداري)   | النجاح: أول قمر صناعي للاتصالات التجارية يوضع في مدار متزامن مع الأرض.                                                                                   |
| 23 أبريل 1965  | Molniya-1  | الاتحاد السوفيتي | الأرض (مداري)   | النجاح: قمر صناعي للاتصالات للاستخدام العسكري. |
| 3 يونيو 1965   | Gemini 4   | الولايات المتحدة | الأرض (مداري)   | النجاح: أول عملية سير في الفضاء للولايات المتحدة (إدوارد وايت).                                                                                          |
| 16 يوليو 1965  | Proton 1   | الاتحاد السوفيتي | الأرض (مداري)   | النجاح: دراسة جسيمات الطاقة العالية |
| 18 يوليو 1965  | Zond 3     | الاتحاد السوفيتي | القمر(تحليقي)   | النجاح: صور القمر ، أول سفينة لهذا البرنامج نجحت في مهمتها.                                                                                              |
| 21 أغسطس 1965  | Gemini 5   | الولايات المتحدة | الأرض (مداري)   | النجاح: إظهار إمكانية بقاء الطاقم في الفضاء لمدة تعادل رحلة ذهاب وإياب إلى القمر.                                                                        |
| 16 نوفمبر 1965 | Venera 3   | الاتحاد السوفيتي | الزهرة (هابط)   | الفشل الجزئي: أول مركبة فضائية تتلامس مع كوكب آخر ، في 1 مارس 1966. اضطر إلى الهبوط في كوكب الزهرة ولكن نتيجة لفقدان الاتصالات قبل التحليق تحطم المسبار. |
| 26 نوفمبر 1965 | Astérix    | فرنسا            | الأرض (مداري)   | النجاح: أول قمر اصطناعي فرنسي. أطلقت من قبل صاروخ Diamant-Aمن مركز Hammaguir تجارب مشتركة خاصة في الجزائر. أصبحت فرنسا قوة الفضاء الثالثة.               |
| 27 نوفمبر 1965 | Alouette 2 | كندا             | الأرض (مداري)   | النجاح: ثاني الأقمار الصناعية لكندا ، دراسة الأيونوسفير.                                                                                                 |
| 3 ديسمبر 1965  | Luna 8     | الاتحاد السوفيتي | القمر (هابط)    | الفشل: تحطم المسبار على القمر. |
| 15 ديسمبر 1965 | Gemini 7   | الولايات المتحدة | الأرض (مداري)   | النجاح: أول موعد إسكان ناجح في 15 ديسمبر 1965 مع Gemini 6A.                                                                                              |
| 16 ديسمبر 1965 | Pioneer 6  | الولايات المتحدة | الشمس (مداري)   | النجاح: دراسة الفضاء بين الكواكب ، وخاصة الرياح الشمسية والأشعة الكونية. بقي قابل للاتصال حتى ديسمبر 2000.                                               |

### 1966 (174 عنصر أطلق )
| تاريخ          | اسم المهمة      | دولة             | الوجهة (الموقف) | تعليق |
| -------------- | --------------- | ---------------- | --------------- | --- |
| 31 يناير 1966  | Luna 9          | الاتحاد السوفيتي | القمر (هابط)    | النجاح: أول هبوط ناعم على القمر. الصور الأولى من سطح القمر                                                                                          |
| 17 فبراير 1966 | Diapason        | فرنسا            | الأرض (مداري)   | النجاح: مهمة علمية للجيوديسيا عن طريق قياس تأثير دوبلر. عمل لمدة 5 سنوات.                                                                           |
| 22 فبراير 1966 | Cosmos 110      | الاتحاد السوفيتي | الأرض (مداري)   | النجاح: مهمة للبحوث الطبية على الكلاب (Veterok و Ougolyok) ، 22 يوما في المدار.                                                                     |
| 16 مارس 1966   | Gemini 8        | الولايات المتحدة | الأرض (مداري)   | نجاح جزئي: شهدت البعثة حريق خطير تحت قيادة القبطان (نيل أرمسترونغ)لكن سيطر عليه.                                                                    |
| 31 مارس 1966   | Luna 10         | الاتحاد السوفيتي | القمر (مداري)   | النجاح: أول قمر صطناعي للقمر. أول جهاز يضع نفسه في مدار حول جسم سماوي آخر غير الأرض ، 3 أبريل 1966.                                                 |
| 25 أبريل 1966  | Molniya 1C      | الاتحاد السوفيتي | الأرض (مداري)   | النجاح: أول جيل من قمر الروسي للاتصالات . بهدف إلى اختبار الاتصالات والقنوات الفضائية.                                                              |
| 30 مايو 1966   | Surveyor 1      | الولايات المتحدة | القمر (هابط)    | النجاح: أول هبوط سلس بنجاح لمسبار أمريكي على القمر.                                                                                                 |
| 3 يونيو 1966   | Gemini 9        | الولايات المتحدة | الأرض (مداري)   | النجاح: رحلة فضائية مأهولة ، خروج خارج المركبة بمساعدة نموذج أولي لوحدة المناورة المأهولة.                                                          |
| 6 يوليو 1966   | Proton 3        | الاتحاد السوفيتي | الأرض (مداري)   | النجاح: دراسة جسيمات الطاقة العالية |
| 10 أغسطس 1966  | Lunar Orbiter 1 | الولايات المتحدة | القمر (مداري)   | النجاح: رسم خرائط لأرضية القمر لتحديد مناطق الهبوط لسفن أبوللو وإكمال العمل الذي أنجزه Surveyor و Ranger. تم تعيين 99 ٪ من سطح القمر خلال البرنامج. |
| 12 سبتمبر 1966 | Gemini 11       | الولايات المتحدة | الأرض (مداري)   | النجاح: رحلة فضائية مأهولة ، سجلت رقما قياسيا جديدا لرحلة مسكونة ، تجربة الجاذبية الاصطناعية.                                                       |
| 20 سبتمبر 1966 | Surveyor 2      | الولايات المتحدة | القمر (هابط)    | الفشل: تحطم على القمر |
| 22 أكتوبر 1966 | Luna 12         | الاتحاد السوفيتي | القمر (مداري)   | النجاح: نقل للصور |
| 21 ديسمبر 1966 | Luna 13         | الاتحاد السوفيتي | القمر (هابط)    | النجاح: نقل صور و تحليلات للقمر. |

### 1967 (172 عنصر أطلق )
| تاريخ          | اسم المهمة      | دولة             | الوجهة (الموقف)            | تعليق |
| -------------- | --------------- | ---------------- | -------------------------- | --- |
| 5 فبراير 1967  | Lunar Orbiter 3 | الولايات المتحدة | القمر (مداري)              | النجاح: رسم خرائط لأرضية القمر لتحديد مناطق الهبوط لسفن أبوللو وإكمال العمل الذي أنجزه Surveyor و Ranger. تم تعيين 99 ٪ من سطح القمر خلال البرنامج.         |
| 8 فبراير 1967  | Diadème D1C     | فرنسا            | الأرض (مداري)              | النجاح: قمر للجيوديسية. |
| 8 مارس 1967    | OSO-3           | الولايات المتحدة | الشمس (مداري)              | النجاح: مرصد فضائي ، إكتشف انبعاث أشعة جاما من مخطط درب التبانة.                                                                                            |
| 17 أبريل 1967  | Surveyor 3      | الولايات المتحدة | القمر (هابط)               | النجاح: أرسل 6315 صورة ، تم اختيار موقع Surveyor 3 لمهمة Apollo 12. تم إرجاع العديد من مكونات المسبار إلى الأرض لدراسة آثار التعرض طويل الأجل لبيئة القمر . |
| 12 يونيو 1967  | Venera 4        | الاتحاد السوفيتي | الزهرة (تحليقي ومسبار جوي) | النجاح: أول فحص لإرجاع البيانات من جو كوكب الزهرة. توقف إرسال البيانات على ارتفاع 24 كم.                                                                    |
| 14 يونيو 1967  | Mariner 5       | الولايات المتحدة | الزهرة (تحليقي)            | النجاح: وفر من خلال تجربة إشارات الراديو الاستثارية لمحة عامة عن التركيب الكيميائي للغلاف الجوي.                                                            |
| 27 أكتوبر 1967 | Cosmos 186      | الاتحاد السوفيتي | الأرض (مداري)              | النجاح: أول موعد فضائي مع نظام آليبدون طيار بالكامل. أنجزت في 30 أكتوبر 1967 بواسطة Cosmos 186 و Cosmos 188.                                                |
| 5 نوفمبر 1967  | ATS-3           | الولايات المتحدة | الأرض (مداري)              | النجاح: قمر للأرصاد الجوية في مدار ثابت بالنسبة للأرض. نقل أول صورة ملونة للكرة الأرضية الكاملة مأخوذ من مدار مستقر بالنسبة إلى الأرض.                      |
| 7 نوفمبر 1967  | Surveyor 6      | الولايات المتحدة | القمر (هابط)               | النجاح: دراسة القمر ، أول طائرة تقلع من سطح القمر في 17 نوفمبر 1967 (قفزة 2.4 متر). وفر استخدام محرك معلومات قيمة عن سلوك محرك الصاروخ على القمر.           |
| 29 نوفمبر 1967 | WRESAT          | أستراليا         | الأرض (مداري)              | النجاح: أول قمر صناعي أسترالي. قمر صناعي للبحوث العلمية. |

### 1968 (166 عنصر أطلق )
| تاريخ          | اسم المهمة     | دولة             | الوجهة (الموقف) | تعليق                                                                                                  |
| -------------- | -------------- | ---------------- | --------------- | --- |
| 7 يناير 1968   | Surveyor 7     | الولايات المتحدة | القمر (هابط)    | النجاح: نقل 091 21 صورة للقمر. آخر هبوط لبرنامج Surveyor.                                              |
| 16 يناير 1968  | Zenit-2 No. 59 | الاتحاد السوفيتي | الأرض (مداري)   | النجاح: قمر للاستطلاع البصري.                                                                          |
| 2 مارس 1968    | Transit-O-18   | الولايات المتحدة | الأرض (مداري)   | النجاح: نظام الملاحة عبر الأقمار الصناعية الذي تم تطويره لصالح البحرية الأمريكية.                      |
| 7 أبريل 1968   | Luna 14        | الاتحاد السوفيتي | القمر (مداري)   | النجاح: دراسة القمر.                                                                                   |
| 14 سبتمبر 1968 | Zond 5         | الاتحاد السوفيتي | القمر(تحليقي)   | النجاح: أول مهمة للطيران فوق القمر والعودة إلى الأرض ناجحة. رحلة تابعة لبرنامج الرحل مأهولة إلى القمر. |
| 7 ديسمبر 1968  | OAO-2          | الولايات المتحدة | الأرض (مداري)   | النجاح: قمر صناعي للأشعة فوق البنفسجية.                                                                |
| 21 ديسمبر 1968 | Apollo 8       | الولايات المتحدة | القمر (مداري)   | النجاح: أول رحلة فضائية مأهولة في مدار حول القمر                                                       |

### 1969 (155 عنصر أطلق )
| تاريخ          | اسم المهمة | دولة             | الوجهة (الموقف)    | تعليق |
| -------------- | ---------- | ---------------- | ------------------ | --- |
| 5 يناير 1969   | Venera 5   | الاتحاد السوفيتي | الزهرة (مسبار جوي) | النجاح: دراسة الغلاف الجوي لكوكب الزهرة بإسقاط مسبار جوي يبلغ 405 كيلوجرام.                                                  |
| 10 يناير 1969  | Venera 6   | الاتحاد السوفيتي | الزهرة (مسبار جوي) | النجاح: دراسة الغلاف الجوي لكوكب الزهرة بإسقاط مسبار جوي يبلغ 405 كيلوجرام.                                                  |
| 30 يناير 1969  | ISIS-I     | كندا             | الأرض (مداري)      | النجاح: دراسة الأيونوسفير.                                                                                                   |
| 24 فبراير 1969 | Mariner 6  | الولايات المتحدة | المريخ (تحليقي)    | النجاح: دراسة المريخ |
| 27 مارس 1969   | Mariner 7  | الولايات المتحدة | المريخ (تحليقي)    | النجاح: دراسة المريخ ناجحة بالرغم من انفجار بطارية.                                                                          |
| 18 مايو 1969   | Apollo 10  | الولايات المتحدة | القمر (مداري)      | النجاح: رحلة ثانية ماهلة اقترابت من القمر. إعداد الهبوط أبولو 11 على القمر ، أول بث تلفزيوني بالألوان من الفضاء.             |
| 13 يوليو 1969  | Luna 15    | الاتحاد السوفيتي | القمر (هابط)       | الفشل: مهمة أوتوماتكية العودة عينات . تحطم على القمر يوم 21 يوليو 1969                                                       |
| 16 يوليو 1969  | Apollo 11  | الولايات المتحدة | القمر (هابط)       | النجاح: أول رجل على القمر (نيل أرمسترونغ) 21 يوليو 1969. تركيب الأدوات العلمية ، وجمع 21.7 كجم من الصخور والتربة القمرية.    |
| 7 أغسطس 1969   | Zond 7     | الاتحاد السوفيتي | القمر(تحليقي)      | النجاح: مهمة تصوير والعودة إلى الأرض. نسخة غير مأهولة من Soyouz 7K-L1.                                                       |
| 8 نوفمبر 1969  | Azur       | ألمانيا الغربية  | الأرض (مداري)      | النجاح: أول قمر صطناعي ألماني. قمر صطناعي للأبحاث العلمية.                                                                   |
| 14 نوفمبر 1969 | Apollo 12  | الاتحاد السوفيتي | القمر (هابط)       | النجاح: البعثة الثانية المأهولة على القمر يوم 19 نوفمبر 1969. تركيب الأدوات العلمية ، وجمع 34 كجم من الصخور والتربة القمرية. |

## سنوات 1970

### 1970 (142 عنصر أطلق )
| تاريخ          | اسم المهمة       | دولة             | الوجهة (الموقف) | تعليق |
| -------------- | ---------------- | ---------------- | --------------- | --- |
| 11 فبراير 1970 | أوسومي           | اليابان          | الأرض (مداري)   | النجاح: أول قمر صطناعي ياباني. أطلقه صاروخ Lambda من منصة إطلاق أوشينورا في جنوب اليابان لتصبح اليابان رابع قوة فضائية.                                                               |
| 11 أبريل 1970  | Apollo 13        | الولايات المتحدة | القمر (هابط)    | فشل جزئي: توقف المهمة نتيجة انفجار خزان الأكسجين في وحدة أبولو للخدمة. تم استرداد الطاقم بأمان.                                                                                       |
| 24 أبريل 1970  | دونج فانج هونج 1 | الصين            | الأرض (مداري)   | النجاح: أول قمر صناعي صيني. أطلقه صاروخ Longue Marche 1 من منصة جيوتشيوان في منغوليا الداخلية. تصبح الصين القوة الفضائية الخامسة.                                                     |
| 17 أغسطس 1970  | Venera 7         | الاتحاد السوفيتي | الزهرة (هابط)   | النجاح: أول مسبار فضائي يهبط على كوكب آخر وينقل بيانات إلى الأرض في 15 ديسمبر 1970.                                                                                                   |
| 12 سبتمبر 1970 | Luna 16          | الاتحاد السوفيتي | القمر (هابط)    | النجاح: أول مهمة ناجحة تمامًا للعودة بعينات. جمع 101 غراما من تربة قمرية. |
| 20 أكتوبر 1970 | Zond 8           | الاتحاد السوفيتي | القمر(تحليقي)   | النجاح: مهمة تصوير والعودة إلى الأرض. نسخة غير مأهولة من Soyouz 7K-L1. |
| 10 نوفمبر 1970 | Luna 17          | الاتحاد السوفيتي | القمر (هابط)    | النجاح: أول روبوت يتم التحكم فيه عن بعد من الأرض إلى أرض غريبة. سافر Lunokhod 1 على مسافة 10.5 كم ، وأخذ 20000 صورة ، 206 صورة بانورامية ، وأجرى 25 تحليلاً و 500 اختبار صلابة للتربة. |
| 12 ديسمبر 1970 | Uhuru            | الولايات المتحدة | الأرض (مداري)   | النجاح: أول قمر صناعي يشتغل بالأشعة السينية ، وقد كان أصل في العديد من التطورات العلمية الرئيسية.                                                                                     |

### 1971 (175 عنصر أطلق )
| تاريخ          | اسم المهمة   | دولة                             | الوجهة (الموقف)       | تعليق |
| -------------- | ------------ | -------------------------------- | --------------------- | --- |
| 31 يناير 1971  | Apollo 14    | الولايات المتحدة                 | القمر (هابط)          | النجاح : ثالث بعثة مأهولة إلى القمر في 5 فبراير 1971. بتكليف من آلان شيبرد. تركيب أدوات علمية جيولوجية وجمع مجموعة من 43 كلغ من الصخور القمرية التربة.                                  |
| 19 أبريل 1971  | Saliout 1    | الاتحاد السوفيتي                 | الأرض (مداري)         | النجاح: أول محطة فضائية في مدار الأرض. 175 يوما في المدار بما في ذلك 24 مأهولة. |
| 9 مايو 1971    | Mariner 8    | الولايات المتحدة                 | المريخ (تحليقي)       | الفشل: خلل أثناء الإطلاق. |
| 10 مايو 1971   | Cosmos 419   | الاتحاد السوفيتي                 | المريخ (مداري)        | الفشل: سقوط إلى الأرض بعد يومين. |
| 19 مايو 1971   | Mars 2       | الاتحاد السوفيتي                 | المريخ (مداري و هابط) | الفشل الجزئي: أول مركبة برية تلمس المريخ. |
| 28 مايو 1971   | Mars 3       | الاتحاد السوفيتي                 | المريخ (مداري و هابط) | النجاح: أول مركبة برية هبطت بسلاسة على سطح المريخ ، 2 ديسمبر 1971. |
| 30 مايو 1971   | Mariner 9    | الولايات المتحدة                 | المريخ (مداري)        | النجاح: اكتشف أكبر بركان في النظام الشمسي Olympus Mons ، وهو الوادي الضخم "فاليز مارينيس" الذي تم تكريمه بنجاح "مارينر 9" ، أول صور للأقمار الصناعية الطبيعية للمريخ ، Phobos و Déimos. |
| 26 يوليو 1971  | Apollo 15    | الولايات المتحدة                 | القمر (هابط)          | النجاح: البعثة الرابعة المأهولة على القمر في 30 يوليو 1971. تركيب الأدوات العلمية والاستكشاف الجيولوجي وجمع 77 كيلوغرام من التربة الصخرية والقمرية. أول استخدام لرحلة القمر.            |
| 16 أغسطس 1971  | Eole-Cas-A   | فرنسا الأرجنتين الولايات المتحدة | الأرض (مداري)         | النجاح: هو أصل نظام تحديد الموقع وجمع البيانات Argos (الأرصاد الجوية الديناميكية). |
| 2 سبتمبر 1971  | Luna 18      | الاتحاد السوفيتي                 | القمر (هابط)          | الفشل: مهمة إرجاع عينة آلية بالكامل. تحطم على القمر. |
| 28 سبتمبر 1971 | Luna 19      | الاتحاد السوفيتي                 | القمر (مداري)         | النجاح: مهمة تصوير الفوتوغرافي ، دراسة القمر. |
| 28 أكتوبر 1971 | Prospero X-3 | المملكة المتحدة                  | الأرض (مداري)         | النجاح: أول قمر اصطناعي بريطاني أطلقه صاروخ بريطاني Black Arrow من منصة إطلاق Woomera في أستراليا. أصبحت المملكة المتحدة القوة الفضائية السادسة.                                        |

### 1972 (143 عنصر أطلق )
| تاريخ          | اسم المهمة         | دولة             | الوجهة (الموقف) | تعليق |
| -------------- | ------------------ | ---------------- | --------------- | --- |
| 14 فبراير 1972 | Luna 20            | الاتحاد السوفيتي | القمر (هابط)    | النجاح: نجاح مهمة الإعادة الآلية بالكامل. جمع 55 غراما من تربة قمرية.                                                                                        |
| 27 مارس 1972   | Venera 8           | الاتحاد السوفيتي | الزهرة (هابط)   | النجاح: هبطت على سطح كوكب الزهرة في 22 يوليو 1972. |
| 16 أبريل 1972  | Apollo 16          | الولايات المتحدة | القمر (هابط)    | النجاح : الخامس بعثة مأهولة إلى القمر في 21 أبريل 1972. تركيب أدوات علمية ، والاستكشاف الجيولوجي ، جمع 95.8 كلغ من الصخور القمرية التربة.                    |
| 21 أغسطس 1972  | (Copernicus (OAO-3 | الولايات المتحدة | الأرض (مداري)   | النجاح: قمر فلكي خاص بالأشعة السينية والفلك فوق البنفسجية. قدمت 551 أطيافا للأجرام السماوية ، ومعظمها نجوم ساطعة.                                            |
| 10 نوفمبر 1972 | Anik A1            | كندا             | الأرض (مداري)   | النجاح: أول قمر صناعي للاتصالات المحلية و أول ساتل غير عسكري في مدار ثابت بالنسبة للأرض.                                                                     |
| 7 ديسمبر 1972  | Apollo 17          | الولايات المتحدة | القمر (هابط)    | النجاح: سادس مهمة على القمر في 11 ديسمبر 1972. أول عالم على القمر (هاريسون شميت). تركيب أدوات علمية واستكشاف جيولوجي وجمع 110 كجم من الصخور والتربة القمرية. |

### 1973 (146 عنصر أطلق )
| تاريخ         | اسم المهمة  | دولة             | الوجهة (الموقف)                | تعليق |
| ------------- | ----------- | ---------------- | ------------------------------ | --- |
| 8 يناير 1973  | Luna 21     | الاتحاد السوفيتي | القمر (هابط)                   | النجاح: ثاني روبوت يتم التحكم فيه عن بعد من الأرض إلى أرض غريبة. Lunokhod 2 سافر 42 كم ، وقدم 80،000 صورة ، 86 بانورامي و أجرى تجارب علمية.                         |
| 4 أبريل 1973  | Saliout 2   | الاتحاد السوفيتي | الأرض (مداري)                  | فشل: محطة فضاء عسكرية أطلقت تحت غطاء برنامج Saliut. خلل بعد وقت قصير من الاطلاق.                                                                                    |
| 14 مايو 1973  | Skylab      | الولايات المتحدة | الأرض (مداري)                  | النجاح: أول محطة فضائية أطلقتها ناسا ، تفككت عند دخولها في الغلاف الجوي الأرضي في 11 يوليو 1979 بعد تحقيق أهدافها و بعد 171 يومًا من الاحتلال البشري.                |
| 10 يونيو 1973 | Explorer 49 | الولايات المتحدة | القمر (مداري)                  | النجاح: قمر لعلم الفلك الراديوي منخفض التردد. لديه 4 هوائيات تمتد ل 230 مترا. المهمة الأمريكية الأخيرة إلى القمر قبل عام 1994.                                      |
| 21 يونيو 1973 | Mars 4      | الاتحاد السوفيتي | المريخ (مداري)                 | الفشل: خلل أثناء الإدراج المداري. |
| 25 يوليو 1973 | Mars 5      | الاتحاد السوفيتي | المريخ (مداري)                 | النجاح: دراسة المريخ. اكتشف طبقة الأوزون المريخية. |
| 5 أغسطس 1973  | Mars 6      | الاتحاد السوفيتي | المريخ (هابط)                  | الفشل الجزئي: المسبار أعاد البيانات إلى القاعدة أثناء هبوطه لكن تحطم بعدها.                                                                                         |
| 3 نوفمبر 1973 | Mariner 10  | الولايات المتحدة | عطارد (تحليقي) الزهرة (تحليقي) | النجاح: أول مسبار نجح في التحليق فوق عطارد في 29 مارس 1974 ، أول مسبار استخدم فيها المساعدة الجاذبة لكوكب ما لتعديل المسار ، أول مسبار لاستغلال مبدأ الشراع الشمسي. |

### 1974 (136 عنصر أطلق )
| تاريخ          | اسم المهمة | دولة                                   | الوجهة (الموقف)            | تعليق |
| -------------- | ---------- | -------------------------------------- | -------------------------- | --- |
| 13 أبريل 1974  | Westar 1   | الولايات المتحدة                       | الأرض (مداري)              | النجاح: أول قمر صناعي للاتصالات الداخلية في الولايات المتحدة. |
| 29 مايو 1974   | Luna 22    | الاتحاد السوفيتي                       | القمر (مداري)              | النجاح: صور عالية الدقة للقمر |
| 30 مايو 1974   | ATS-6      | الولايات المتحدة                       | الأرض (مداري)              | النجاح: أول قمر صناعي ثابت بالنسبة للمحاورالثلاثة للأرض خصص للبث التلفزيوني في التجربة التلفزيونية بالسواتل الفضائية بالشراكة مع الهند                             |
| 25 يونيو 1974  | Saliout 3  | الاتحاد السوفيتي                       | الأرض (مداري)              | النجاح: في الواقع ، كانت OPS-2 ، وهي محطة فضائية عسكرية تم إطلاقها في إطار برنامج Saliut. سكنت لمدة 15 يومًا ، أجرت بنجاح اختبارًا لإطلاق النار على قمر صناعي بمدفع. |
| 30 أغسطس 1974  | ANS        | هولندا                                 | الأرض (مداري)              | النجاح: أول قمر صناعي هولندي ومرصد الفضاء لمراقبة الأشعة السينية و الفوق بنفسجية.                                                                                  |
| 15 أكتوبر 1974 | Ariel V    | الولايات المتحدة المملكة المتحدة       | الأرض (مداري)              | النجاح: قمر صناعي بالأشعة السينية. |
| 15 نوفمبر 1974 | INTASAT    | إسبانيا                                | الأرض (مداري)              | النجاح: أول قمر صناعي إسباني لدراسة الأيونوسفير. |
| 10 ديسمبر 1974 | Helios 1   | الولايات المتحدة ألمانيا الغربية       | الشمس (مداري)              | النجاح: دراسة الشمس |
| 19 ديسمبر 1974 | Symphonie  | الولايات المتحدة ألمانيا الغربية فرنسا | الأرض (ثابت بالنسبة للأرض) | النجاح: أول قمر صناعي للاتصالات السلكية واللاسلكية صنع في فرنسا بالأخص وأوروبا عامة، وثبت في المدار الثابت بالنسبة محاور الأرض ثلاثة مع نظام الدفع Biergol.        |

### 1975 (168 عنصر أطلق )
| تاريخ          | اسم المهمة    | دولة                              | الوجهة (الموقف)       | تعليق |
| -------------- | ------------- | --------------------------------- | --------------------- | --- |
| 19 أبريل 1975  | Aryabhata     | الهند                             | الأرض (مداري)         | النجاح: أول قمر صناعي هندي و من صناعنة هندية أيضا ، أطلقه صاروخ سوفياتي. |
| 8 يونيو 1975   | Venera 9      | الاتحاد السوفيتي                  | الزهرة (مداري و هابط) | النجاح: الصورة الأولى التي أرسلها مسبار من سطح كوكب آخر ، 20 أكتوبر 1975.                                                                                                   |
| 14 يونيو 1975  | Venera 10     | الاتحاد السوفيتي                  | الزهرة (مداري و هابط) | النجاح: هبط على سطح كوكب الزهرة ارسل صور ، يوم 25 أكتوبر 1975. |
| 15 يوليو 1975  | Apollo-Soyouz | الاتحاد السوفيتي الولايات المتحدة | الأرض (مداري)         | النجاح: رحلة فضائية مأهولة ، وهي حدث تاريخي رائد ، فهي أول مهمة فضائية مشتركة بين الاتحاد السوفييتي والولايات المتحدة بعد صراعهما في سباق إلى القمر.                        |
| 20 أغسطس 1975  | Viking 1      | الولايات المتحدة                  | المريخ (مداري و هابط) | النجاح: الهبوط الثاني الناعم لمسبار على سطح المريخ في 23 يوليو 1976 ، أول صورة مرسلة من سطح المريخ. استمر في توفير بيانات الأرصاد الجوية حتى نوفمبر 1982.                   |
| 9 سبتمبر 1975  | Viking 2      | الولايات المتحدة                  | المريخ (مداري و هابط) | النجاح: هبوط ناجح في 23 سبتمبر 1976. استمرفي العمل حتى أبريل 1980. |
| 12 ديسمبر 1975 | Satcom 1      | الولايات المتحدة                  | الأرض (مداري)         | النجاح: ساتل الاتصالات ، كان مصدر نجاح قنوات الكابل الأمريكية مثل WTBS ، HBO ، CBN ، ، إلخ. من خلاله سمح لهته القنوات بالوصول إلى جميع شبكات التلفاز المحلية بواسطة الكابل. |

### 1976 (164 عنصر أطلق )
| تاريخ         | اسم المهمة | دولة                             | الوجهة (الموقف) | تعليق |
| ------------- | ---------- | -------------------------------- | --------------- | --- |
| 15 يناير 1976 | Helios 2   | الولايات المتحدة ألمانيا الغربية | الشمس (مداري)   | النجاح: رقم قياسي في السرعة للمسبار (70.2 كم / ثانية) ، وأقرب رحلة طيران من الشمس على الإطلاق (0.29 AU) و دراسة الشمس. |
| 17 يناير 1976 | Hermes     | الولايات المتحدة كندا أوروبا     | الأرض (مداري)   | النجاح: اختبار جدوى التلفزيون الفضائي.                                                                                 |
| 8 يوليو 1976  | Palapa-A1  | أندونيسيا                        | الأرض (مداري)   | النجاح: أول قمر صطناعي لإندونيسيا. قمر صناعي للاتصالات.                                                                |
| 9 أغسطس 1976  | Luna 24    | الاتحاد السوفيتي                 | القمر (هابط)    | النجاح: نجاح مهمة الإعادة الآلية بالكامل. جمع 170 غراما من التربة القمرية.                                             |

### 1977 (147 عنصر أطلق )
| تاريخ          | اسم المهمة | دولة             | الوجهة (الموقف)                          | تعليق |
| -------------- | ---------- | ---------------- | ---------------------------------------- | --- |
| 12 أغسطس 1977  | HEAO-1     | الولايات المتحدة | الأرض (مداري)                            | النجاح: قمربالأشعة السينية مختص في علم الفلك ، ملاحظة كاملة للسماء أثناء المهمة. |
| 02 أغسطس 1977  | Voyager 2  | الولايات المتحدة | المشتري ، زحل ، أورانوس ، نبتون (تحليقي) | النجاح: المركبة الفضائية الوحيدة التي حلقت فوق أورانوس ونبتون. |
| 5 سبتمبر 1977  | Voyager 1  | الولايات المتحدة | المشتري ، زحل (تحليقي)                   | النجاح: الملاحظة الأولى لحلقات المشتري ، اكتشاف البراكين Io ، البنية الغريبة لسطح أوروبا ، تكوين الغلاف الجوي لتيتان ، البنية غير المتوقعة لحلقات زحل واكتشاف العديد من الأقمارالصغيرة لكوكب المشتري و زحل. |
| 23 نوفمبر 1977 | Meteosat 1 | الاتحاد الأوروبي | الأرض (مداري)                            | النجاح: ساتل للأرصاد الجوية ، مساهمة ESA في برنامج GARP. |

### 1978 (174 عنصر أطلق )
| تاريخ          | اسم المهمة                         | دولة                              | الوجهة (الموقف)           | تعليق |
| -------------- | ---------------------------------- | --------------------------------- | ------------------------- | --- |
| 26 يناير 1978  | International Ultraviolet Explorer | الولايات المتحدة الاتحاد الأوروبي | الأرض (مداري)             | النجاح: قمرصناعي لعلم الفلك بالأشعة فوق البنفسجية. النتائج العلمية متعلقة بالتركيب الكيميائي للنجوم والمجرات والكواكب والأجرام السماوية للنظام الشمسي.  |
| 22 فبراير 1978 | Navstar 1                          | الولايات المتحدة                  | الأرض (مداري)             | النجاح: أول قمر صناعي لنظام تحديد المواقع عبر الأقمار الصناعية الأمريكية. قمر لإثبات جدوى النظام.                                                       |
| 20 مايو 1978   | Pioneer Vénus 1                    | الولايات المتحدة                  | الزهرة (مداري)            | النجاح: دراسة كوكب الزهرة ، استمر في العمل حتى أكتوبر 1992.                                                                                             |
| 8 أغسطس 1978   | Pioneer Vénus 2                    | الولايات المتحدة                  | الزهرة (مداري و مسبارجوي) | النجاح: دراسة كوكب الزهرة ، أسقط 3 مسابر جوية. |
| 9 سبتمبر 1978  | Venera 11                          | الاتحاد السوفيتي                  | الزهرة (تحليقي و هابط)    | نجاح جزئي: هبوط ناجح في 25 ديسمبر 1978 ،لكن بالمقابل ضاعت 2 من المعدات الفضائية.                                                                        |
| 14 سبتمبر 1978 | Venera 12                          | الاتحاد السوفيتي                  | الزهرة (تحليقي و هابط)    | النجاح: الهبوط على سطح كمكب الزهرة في 21 ديسمبر 1978.                                                                                                   |
| 24 أكتوبر 1978 | Magion 1                           | تشيكوسلوفاكيا                     | الأرض (مداري)             | النجاح: أول قمر صطناعي تشيكوسلوفكي. دراسة الأيونوسفير.                                                                                                  |
| 12 نوفمبر 1978 | HEAO-2                             | الولايات المتحدة                  | الأرض (مداري)             | النجاح: قمر صناعي لعلم الفلك بالأشعة السينية ، وهو أول ساتل قادر على تصوير أجسام كاملة. كان تلسكوب "وولتر" أكثر حساسية لمئات المرات من الأدوات السابقة. |

### 1979 (134 عنصر أطلق )
| تاريخ          | اسم المهمة | دولة                             | الوجهة (الموقف) | تعليق                                                          |
| -------------- | ---------- | -------------------------------- | --------------- | -------------------------------------------------------------- |
| 21 فبراير 1979 | Hakucho    | اليابان                          | الأرض (مداري)   | النجاح: أول تلسكوب فضاء في اليابان لعلم الفلك بالأشعة السينية. |
| 2 يونيو 1979   | Ariel VI   | الولايات المتحدة المملكة المتحدة | الأرض (مداري)   | النجاح: ساتل علم الفلك بالأشعة السينية و دراسة الأشعة الكونية. |
| 20 سبتمبر 1979 | HEAO-3     | الولايات المتحدة                 | الأرض (مداري)   | النجاح: قمر صناعي لعلم الفلك بالأشعة السينية                   |

## سنوات 1980

### 1980 (144 عنصر أطلق )
| تاريخ           | اسم المهمة            | دولة             | الوجهة (الموقف) | تعليق |
| --------------- | --------------------- | ---------------- | --------------- | --- |
| 14 فبراير 1980  | Solar Maximum Mission | الولايات المتحدة | الأرض (مداري)   | النجاح: دراسة الشمس ، أول قمر صناعي تم إصلاحه في المدار بواسطة طاقم من المكوك الفضائي الأمريكي (STS-41-C).                          |
| 18 juillet 1980 | Rohini 1B             | الهند            | الأرض (مداري)   | النجاح: أول قمر صطناعي هندي أطلقه صاروخ من طراز SLV-3 الهندي من مركز ساتيش - داوان الفضائي لتصبح الهند تصبح القوة الفضائية السابعة. |

### 1981 (160 عنصر أطلق )
| تاريخ          | اسم المهمة       | دولة             | الوجهة (الموقف)      | تعليق |
| -------------- | ---------------- | ---------------- | -------------------- | --- |
| 12 أبريل 1981  | STS-1            | الولايات المتحدة | الأرض (مداري)        | النجاح: أول رحلة لمكوك الفضاء الأمريكي. |
| 19 يونيو 1981  | APPLE            | الهند            | الأرض (مداري)        | النجاح: أول قمر صناعي للاتصالات السلكية واللاسلكية في المدار الثابت بالنسبة للأرض. الإطلاق الأول في المدار بواسطة آريان 1 خلال الرحلة L-03. |
| 7 أغسطس 1981   | IK Bulgaria 1300 | بلغاريا          | الأرض (مداري)        | النجاح: أول قمر اصطناعي بلغاري. أطلق كجزء من برنامج Intercosmos.                                                                            |
| 30 أكتوبر 1981 | Venera 13        | الاتحاد السوفيتي | الزهرة (تحليق وهبوط) | النجاح: إرسال أول صور فوتوغرافية ملونة لسطح كوكب الزهرة.                                                                                    |
| 4 نوفمبر 1981  | Venera 14        | الاتحاد السوفيتي | الزهرة (تحليق وهبوط) | النجاح |

### 1982 (160 عنصر أطلق )
| تاريخ          | اسم المهمة | دولة             | الوجهة (الموقف) | تعليق                                                                                             |
| -------------- | ---------- | ---------------- | --------------- | ------------------------------------------------------------------------------------------------- |
| 10 سبتمبر 1982 | SIRIO 2    | إيطاليا          | الأرض (مداري)   | الفشل: أول رحلة تجارية من أريان 1. توقف محركات الطابق الثالث ، الأقمار الصناعية تسقط على الأرض.   |
| 11 نوفمبر 1982 | SBS 3      | الولايات المتحدة | الأرض (مداري)   | النجاح: أول ساتل للاتصالات السلكية واللاسلكية يوضع في المدار بواسطة مكوك الفضاء الأمريكي (STS-5). |

### 1983 (162 عنصر أطلق )
| تاريخ          | اسم المهمة  | دولة                                    | الوجهة (الموقف) | تعليق |
| -------------- | ----------- | --------------------------------------- | --------------- | --- |
| 25 يناير 1983  | IRAS        | الولايات المتحدة المملكة المتحدة هولندا | الأرض (مداري)   | النجاح: ساتل لعلم الفلك للأشعة تحت الحمراء ، قام برسم خرائط كاملة للسماء في مجال الأشعة تحت الحمراء. قدم الصور الأولى لمركز المجرة. |
| 20 فبراير 1983 | ASTRO-B     | اليابان                                 | الأرض (مداري)   | النجاح: قمر صناعي فلكي للأشعة السينية ،اكتشف خط الطيف للحديد في عدة أصناف من مصادر سينية.                                           |
| 26 مايو 1983   | EXOSAT      | الاتحاد الأوروبي                        | الأرض (مداري)   | النجاح: قمر صناعي فلكي للأشعة السينية .                                                                                             |
| 2 يونيو 1983   | Venera 15   | الاتحاد السوفيتي                        | الزهرة (مداري)  | النجاح: رسم خرائط لكوكب الزهرة. |
| 7 يونيو 1983   | Venera 16   | الاتحاد السوفيتي                        | الزهرة (مداري)  | النجاح: رسم خرائط لكوكب الزهرة. |
| 10 أغسطس 1983  | Cosmos 1490 | الاتحاد السوفيتي                        | الأرض (مداري)   | النجاح: أول قمر صناعي لنظام تحديد المواقع الروسي GLONASS. قمرصناعي لاختبار مكونات النظام .                                          |

### 1984 (169 عنصر أطلق )
| تاريخ          | اسم المهمة | دولة             | الوجهة (الموقف)                        | تعليق |
| -------------- | ---------- | ---------------- | -------------------------------------- | --- |
| 3 فبراير 1984  | Westar 6   | الولايات المتحدة | الأرض (مداري)                          | الفشل: لم يتمكن ساتل الاتصالات الذي أطلقه مكوك الفضاء تشالنجر (STS-41-B) من الوصول إلى مدار ثابت بالنسبة للأرض بسبب فشل معززه. تم استرجاعه في 16 نوفمبر 1984 بواسطة مكوك الفضاء ديسكفري (STS-51-A) وتم إعادته إلى الأرض ، تم بيعه و إعيد إطلاقه تحت اسم AsiaSat 1. |
| 15 ديسمبر 1984 | Vega 1     | الاتحاد السوفيتي | الزهرة (تحليق وهبوط) 1P / هالي (تحليق) | النجاح: إرسال مسبار بالون وهبوط على كوكب الزهرة ، دراسة المذنب هالي. |
| 21 ديسمبر 1984 | Vega 2     | الاتحاد السوفيتي | الزهرة (تحليق وهبوط) 1P / هالي (تحليق) | النجاح: إرسال مسبار بالون وهبوط على كوكب الزهرة ، دراسة المذنب هالي. |

### 1985 (173 عنصر أطلق )
| تاريخ         | اسم المهمة  | دولة                     | الوجهة (الموقف)                               | تعليق |
| ------------- | ----------- | ------------------------ | --------------------------------------------- | --- |
| 7 يناير 1985  | Sakigake    | اليابان                  | 1P / هالي (تحليق)                             | النجاح: أول مسبار بين الكواكب لليابان ، التحليق من المذنب هالي. |
| 8 فبراير 1985 | Arabsat-1A  | المملكة العربية السعودية | الأرض (مداري)                                 | النجاح: أول قمر صطناعي سعودي. قمر صناعي للاتصالات. |
| 8 فبراير 1985 | Brazilsat 1 | البرازيل                 | الأرض (مداري)                                 | النجاح: أول قمر صطناعي برازيلي. قمر صناعي للاتصالات. |
| 17 يونيو 1985 | Morelos-A   | المكسيك                  | الأرض (مداري)                                 | النجاح: أول قمر صطناعي مكسيكي. قمر صناعي للاتصالات. |
| 2 يوليو 1985  | Giotto      | الاتحاد الأوروبي         | 1P / هالي (تحليق) 26P/Grigg-(تحليق)Skjellerup | النجاح: أول مهمة فضائية أوروبية في الفضاء البعيد ، أول صور فوتوغرافية عن قرب لنواة المذنب (1P / Halley) ، أول مسبار أعيد تنشيطه بعد إيقافه ووجد آثارًا لمواد عضوية في نواة المذنب. |

### 1986 (151 عنصر أطلق )
| تاريخ          | اسم المهمة | دولة             | الوجهة (الموقف) | تعليق |
| -------------- | ---------- | ---------------- | --------------- | --- |
| 20 فبراير 1986 | Mir        | الاتحاد السوفيتي | الأرض (مداري)   | النجاح: أول محطة فضائية نموذجية. عمل كمعمل أبحاث في الجاذبية الصغرية أجرت فيه فرق تجارب في البيولوجيا وعلم الأحياء البشرية والفيزياء وعلم الفلك والأرصاد الجوية وأنظمة الفضاء لتطوير التكنولوجيات اللازمة لاحتلال الفضاء بشكل دائم. سمحت بأطول رحلة فضائية للإنسان دون انقطاع (437 يومًا ، فاليري بولياكوف). دمرت طواعية في 23 مارس 2001. |
| 22 فبراير 1986 | Viking     | السويد           | الأرض (مداري)   | النجاح: أول ساتل صطناعي للسويد , ساهم في إعادة بناء دورة حياة الشفق القطبي بالكامل. |
| 22 فبراير 1986 | SPOT 1     | فرنسا            | الأرض (مداري)   | النجاح: ساتل للرصد المدني الفرنسي لرصد الأرض الذي طوره المركز الوطني الفرنسي للدراسات الفضائية. دقة الصور البانورامية هي ب 10 أمتار. تم إطلاقه خلال آخر رحلة لـ Ariane 1. |

### 1987 (141 عنصر أطلق )
| تاريخ         | اسم المهمة | دولة    | الوجهة (الموقف) | تعليق |
| ------------- | ---------- | ------- | --------------- | --- |
| 5 فبراير 1987 | Ginga      | اليابان | الأرض (مداري)   | النجاح: قمر صناعي لعلم الفلك بالأشعة السينية ، واكتشف العديد من المرشحين أن ثقوب سوداء ودراسة خصائصهم الطيفية. |

### 1988 (155 عنصر أطلق )
| تاريخ          | اسم المهمة | دولة             | الوجهة (الموقف)            | تعليق |
| -------------- | ---------- | ---------------- | -------------------------- | --- |
| 7 يوليو 1988   | Phobos 1   | الاتحاد السوفيتي | القمر (مداري) فوبوس (هابط) | الإخفاق: فقدان مفاجئ للاتصالات في 2 سبتمبر 1988.                                                            |
| 12 يوليو 1988  | Phobos 2   | الاتحاد السوفيتي | القمر (مداري) فوبوس (هابط) | النجاح الجزئي: درس المريخ والشمس ، وفقدان مفاجئ للاتصالات قبل التحليق حول فوبوس.                            |
| 19 سبتمبر 1988 | Ofek-1     | الكيان الصهيوني  | الأرض (مداري)              | النجاح: أول قمر صناعي لدولة الكيان أطلقه صاروخ شافيت من قاعدة بالماشيم الجوية لتصبح القوة الفضائية الثامنة. |
| 11 ديسمبر 1988 | Astra 1A   | لوكسمبورغ        | الأرض (مداري)              | النجاح: أول قمر صناعي للوكسمبورغ. قمر صناعي للاتصالات.                                                      |

### 1989 (139 عنصر أطلق )
| تاريخ          | اسم المهمة | دولة                    | الوجهة (الموقف)                         | تعليق |
| -------------- | ---------- | ----------------------- | --------------------------------------- | --- |
| 4 مايو 1989    | Magellan   | الولايات المتحدة        | الزهرة (مداري)                          | النجاح: مسبار بين الكواكب الذي قدم أول خريطة مفصلة لسطح كوكب الزهرة |
| 8 أغسطس 1989   | Hipparcos  | الاتحاد الأوروبي        | الأرض (مداري)                           | النجاح: قمر فلكي وقياس الموقع واختلاف المنظر وحركة النجوم المناسبة. أسفرت النتائج عن ثلاث كتالوجات للنجوم. |
| 18 أكتوبر 1989 | Galileo    | الولايات المتحدة        | كوكب المشتري (تحليق ، مداري ومسبار جوي) | النجاح: أطلقه مكوك الفضاء أتلانتس. أول مركبة فضاء تطير فوق كويكب (Gaspra) ، سجلت اصطدام المذنب شوميكر - ليفي 9 بالمشتري. دراسة الغلاف الجوي للمشتري و إطلاق مسبار جوي في عام 1995.                                     |
| 18 نوفمبر 1989 | COBE       | الولايات المتحدة        | الأرض (مداري)                           | النجاح: قام الساتل العلمي برسم خرائط لخلفية الموجات الميكرونية الكونية, حيث أكدت على الطبيعة الحرارية للإشعاع الكوني والقياس الدقيق لمعظم الإعدادات الكونية وظهور ما يعرف اليوم (2006) بالنموذج القياسي لعلم الكونيات. |
| 1 ديسمبر 1989  | Granat     | فرنسا الاتحاد السوفياتي | الأرض (مداري)                           | النجاح: قمرلعلم الفلك للأشعة السينية وعلم الفلك غاما ، قدم أول صورة للمركز المجري في مجال الأشعة السينية الصلبة وسمح باكتشاف الميكروكوزار.                                                                             |

## سنوات 1990

### 1990 (173 عنصر أطلق )
| تاريخ          | اسم المهمة | دولة                                     | الوجهة (الموقف)        | تعليق |
| -------------- | ---------- | ---------------------------------------- | ---------------------- | --- |
| 22 يناير 1990  | Lusat      | الأرجنتين                                | الأرض (مداري)          | النجاح: أول قمر صطناعي للأرجنتين. موجه لهواة الراديو. |
| 24 يناير 1990  | Hiten      | اليابان                                  | القمر (تحليقي و مداري) | النجاح الجزئي: أول مهمة غير أمريكية وغير السوفيتية للوصول إلى القمر. كان الهدف هو اختبار التقنيات المستخدمة في المسابر القمرية والكوكبية المستقبلية اليابانية. |
| 24 أبريل 1990  | Hubble     | الولايات المتحدة                         | الأرض (مداري)          | النجاح: ساهمت بيانات هابل في اكتشافات بعيدة المدى في مجال الفيزياء الفلكية ، مثل قياس معدل توسع الكون ، مما يؤكد وجود ثقوب سوداء هائلة في وسط المجرات ، أو وجود المادة المظلمة والطاقة المظلمة. تم تصميم هابل للسماح بعمليات الصيانة من قبل البعثات الفضائية ، وتم إرسال 5 بعثات. الأولى سمحت بتصحيح خلل المرآة الرئيسية في عام 1993. |
| 1 يونيو 1990   | Rosat      | الولايات المتحدة ألمانيا المملكة المتحدة | الأرض (مداري)          | النجاح: قمر صناعي موجه لعلم الفلك بالأشعة السينية و فوق البنفسجية. أول قمر صناعي لرسم خريطة كاملة للسماء بالأشعة السينية. |
| 11 يوليو 1990  | Gamma      | روسيا فرنسا                              | الأرض (مداري)          | النجاح: ساتل لعلم الفلك جاما . تم تطوير المشروع لمدة 35 عامًا بمشاركة كبيرة من فرنسا. |
| 16 يوليو 1990  | BADR-A     | باكستان                                  | الأرض (مداري)          | النجاح: أول قمر صناعي باكستاني. قمر صناعي للاتصالات. |
| 6 octobre 1990 | Ulysses    | الولايات المتحدة                         | الشمس (مداري)          | النجاح: أول جهاز علمي لجمع البيانات على مستوى خطوط العرض العالية للشمس. دراسة الخصائص الرئيسية للغلاف الجوي. |

### 1991 (143 عنصر أطلق )
| تاريخ          | اسم المهمة | دولة             | الوجهة (الموقف) | تعليق |
| -------------- | ---------- | ---------------- | --------------- | --- |
| 5 أبريل 1991   | Compton    | الولايات المتحدة | الأرض (مداري)   | النجاح: مرصد فضائي لدراسة أشعة غاما. جزء من برنامج المراصد الكبيرة. تم إطلاقه من قبل مكوك الفضاء أتلانتس. يزن 17 طنا ، وكان في وقت إطلاقه أثقل الأقمار الصناعية للفيزياء الفلكية من أي وقت مضى. |
| 30 أغسطس 1991  | Yohkoh     | اليابان          | الشمس (مداري)   | النجاح: قمر لرصد الشمس و دراسة انبعاثات الطاقة العالية المرتبطة بالمشاعل الشمسية. |
| 16 ديسمبر 1991 | Telecom 2A | فرنسا            | الأرض (مداري)   | النجاح: ساتل للاتصالات السلكية واللاسلكية في مدار ثابت بالنسبة للأرض. |

### 1992 (135 عنصر أطلق )
| تاريخ          | اسم المهمة    | دولة                         | الوجهة (الموقف) | تعليق                                                          |
| -------------- | ------------- | ---------------------------- | --------------- | -------------------------------------------------------------- |
| 15 أبريل 1992  | Telecom 2B    | فرنسا                        | الأرض (مداري)   | نجاح                                                           |
| 10 أغسطس 1992  | Uribyol-1     | كوريا الجنوبية               | الأرض (مداري)   | النجاح: أول قمراصطناعي كوري جنوبي.من الأقمار الصناعية العلمية. |
| 25 سبتمبر 1992 | Mars Observer | فرنسا الولايات المتحدة روسيا | المريخ (مداري)  | فشل                                                            |

### 1993 (118 عنصر أطلق )
| تاريخ          | اسم المهمة | دولة     | الوجهة (الموقف) | تعليق                                                                               |
| -------------- | ---------- | -------- | --------------- | ----------------------------------------------------------------------------------- |
| 20 فبراير 1993 | ASTRO-D    | اليابان  | الأرض (مداري)   | النجاح: قمر صناعي موجه لعلم الفلك بالأشعة السينية.                                  |
| 26 سبتمبر 1993 | POSAT 1    | البرتغال | الأرض (مداري)   | النجاح: أول قمر صناعي برتغالي. ساتل تجريبي.                                         |
| 18 ديسمبر 1993 | Thaicom-1  | تايلاند  | الأرض (مداري)   | النجاح: أول قمر صطناعي لتايلاند. ساتل للاتصالات في ثابت المستقرة بالنسبة إلى الأرض. |

### 1994 (130 عنصر أطلق )
| تاريخ         | اسم المهمة | دولة             | الوجهة (الموقف)                          | تعليق                                                                    |
| ------------- | ---------- | ---------------- | ---------------------------------------- | ------------------------------------------------------------------------ |
| 25 يناير 1994 | Clementine | الولايات المتحدة | القمر (مداري) (1620) Géographos (تحليقي) | النجاح الجزئي: رسم كامل لسطح القمر.                                      |
| 10 أغسطس 1994 | Turksat-1B | تركيا            | الأرض (مداري)                            | النجاح: أول قمر صطناعي لتركيا. ساتل للاتصالات في ثابت بالنسبة إلى الأرض. |

### 1995 (113 عنصر أطلق )
| تاريخ         | اسم المهمة | دولة                              | الوجهة (الموقف) | تعليق |
| ------------- | ---------- | --------------------------------- | --------------- | --- |
| 7 أبريل 1995  | MSAT-2     | الولايات المتحدة كندا             | الأرض (مداري)   | النجاح: ساتل للاتصالات السلكية واللاسلكية والهاتف المحمول.                                                                         |
| 4 نوفمبر 1995 | Radarsat-1 | كندا                              | الأرض (مداري)   | النجاح: قمر صناعي للمراقبة. |
| 2 ديسمبر 1995 | SOHO       | الولايات المتحدة الاتحاد الأوروبي | الشمس (مداري)   | النجاح: دراسة الهيكل الداخلي للشمس ، وعمليات إنتاج الرياح الشمسية والهالة الشمسية. كان الأصل في الاكتشافات الكبرى المتعلقة بالشمس. |
| 6 ديسمبر 1995 | Telecom 2C | فرنسا                             | الأرض (مداري)   | النجاح: ساتل للاتصالات السلكية واللاسلكية.                                                                                         |

### 1996 (112 عنصر أطلق )
| تاريخ          | اسم المهمة           | دولة             | الوجهة (الموقف)      | تعليق |
| -------------- | -------------------- | ---------------- | -------------------- | --- |
| 12 يناير 1996  | Measat-1             | ماليزيا          | الأرض (مداري)        | النجاح: أول قمر صطناعي لماليزيا. ساتل للاتصالات في ثابت بالنسبة إلى الأرض.                                                    |
| 17 فبراير 1996 | NEAR Shoemaker       | الولايات المتحدة | (433) إيروس (تحليقي) | النجاح: أول مسبار فضائي يدور حول كويكب ويهبط على سطحه. كان الهبوط المؤقت ناجحًا وسمح للمسبار بنقل بيانات من سطحه لمدة 16 يومًا. |
| 20 أبريل 1996  | MSAT-1               | كندا             | الأرض (مداري)        | النجاح: الاتصالات السلكية واللاسلكية                                                                                          |
| 7 نوفمبر 1996  | Mars Global Surveyor | الولايات المتحدة | المريخ (مداري)       | النجاح: رسم خرائط للمريخ |
| 8 أغسطس 1996   | Telecom 2D           | فرنسا            | الأرض (مداري)        | النجاح: الاتصالات السلكية واللاسلكية                                                                                          |
| 4 ديسمبر 1996  | Mars Pathfinder      | الولايات المتحدة | المريخ (هابط)        | النجاح: أول مركبة روفر وظيفية على سطح المريخ (سوجورنر).                                                                       |

### 1997 (158 عنصر أطلق )
| تاريخ          | اسم المهمة      | دولة                              | الوجهة (الموقف)          | تعليق |
| -------------- | --------------- | --------------------------------- | ------------------------ | --- |
| 20 مايو 1997   | Thor-2A         | النرويج                           | الأرض (مداري)            | النجاح: أول قمر صطناعي للنرويج. ساتل للاتصالات في ثابت بالنسبة إلى الأرض. |
| 19 أغسطس 1997  | Agila 2         | الفلبين                           | الأرض (مداري)            | النجاح: أول قمر صطناعي للفلبين. ساتل للاتصالات في ثابت بالنسبة إلى الأرض. |
| 15 أكتوبر 1997 | Cassini-Huygens | الولايات المتحدة الاتحاد الأوروبي | زحل (تحليق) تيتان (هبوط) | النجاح: كانت كاسيني في مدار حول زحل في عام 2004. وفي عام 2005 هبطت المركبة الأوروبية هويجنز بعد الانفصال عن المسبار الأم على سطح القمر تيتان وتمكنت من إرسال المعلومات التي جمعت أثناء و بعد الهبوط. |

### 1998 (174 عنصر أطلق )
| تاريخ          | اسم المهمة           | دولة                                                 | الوجهة (الموقف)                               | تعليق |
| -------------- | -------------------- | ---------------------------------------------------- | --------------------------------------------- | --- |
| 7 يناير 1998   | Lunar Prospector     | الولايات المتحدة                                     | القمر (مداري)                                 | نجاح |
| 28 أبريل 1998  | Nilesat-101          | مصر                                                  | الأرض (مداري)                                 | النجاح: أول قمر اصطناعي لمصر. ساتل للاتصالات في ثابت بالنسبة إلى الأرض. |
| 3 يوليو 1998   | Nozomi               | اليابان                                              | القمر (مداري)                                 | الفشل: أول مسبار ياباني نجح في الوصول إلى كوكب آخرلكن توقف عن العمل بسبب نفاذ الوقود. |
| 31 أغسطس 1998  | Kwangmyŏngsŏng-1     | كوريا الشمالية                                       | (9969) Braille (تحليقي) 19P/Borrelly (تحليقي) | الفشل: لا يمكن لأي مصدر مستقل تأكيد هذه المهمة |
| 24 أكتوبر 1998 | Deep Space 1         | الولايات المتحدة                                     | الأرض (مداري)                                 | النجاح: أول مسبار لبرنامج الألفية الجديدة. مكن من التحقق من صحة تقنيات الفضاء الجديدة بما في ذلك استخدام محرك أيون كنظام للدفع الرئيسي. |
| 20 نوفمبر 1998 | ISS                  | الولايات المتحدة الاتحاد الأوروبي روسيا اليابان كندا | الأرض (مداري)                                 | النجاح: محطة الفضاء الدولية هي محطة فضائية نموذجية موضوعة في مدار أرضي منخفض ، يشغلها دائمًا طاقم دولي مكرس للبحث العلمي في بيئة الفضاء. هو أكبر الأشياء الاصطناعية وضعت في مدار الأرض (في عام 2014). يبلغ طولها 110 م وعرضها 74 م وارتفاعها 30 م ويبلغ كتلتها حوالي 400 طن. ويتركز العمل العلمي فيها على علم الأحياء - لا سيما على التكيف البشري مع غياب الجاذبية - وكذلك علم المواد وعلم الفلك. |
| 11 ديسمبر 1998 | Mars Climate Orbiter | الولايات المتحدة                                     | المريخ (مداري)                                | الإخفاق: تم إتلاف المسبار أثناء مناورة الإدراج في مدار حول المريخ. |

### 1999 (133 عنصر أطلق )
| تاريخ          | اسم المهمة        | دولة             | الوجهة (الموقف) | تعليق |
| -------------- | ----------------- | ---------------- | --------------- | --- |
| 3 يناير 1999   | Mars Polar Lander | الولايات المتحدة | المريخ (مداري)  | الفشل: خلل أثناء إعادة الدخول في الغلاف الجوي. احتوى على تجربة Deep Space 2.                                                                                    |
| 23 يناير 1999  | SUNSAT            | جنوب أفريقيا     | الأرض (مداري)   | النجاح: أول قمر اصطناعي لجنوب أفريقيا. قمر اصطناعي للبحوث العلمية.                                                                                              |
| 23 يناير 1999  | Ørsted            | الدنمارك         | الأرض (مداري)   | النجاح: أول قمر اصطناعي للدنمارك. قمر اصطناعي للبحوث العلمية.                                                                                                   |
| 27 يناير 1999  | Formosat-1        | تايوان           | الأرض (مداري)   | النجاح: أول قمر اصطناعي لتايوان. قمر اصطناعي للبحوث العلمية. |
| 21 مايو 1999   | Nimiq-1           | كندا             | الأرض (مداري)   | النجاح: الاتصالات السلكية واللاسلكية |
| 23 يوليو 1999  | Chandra           | الولايات المتحدة | الأرض (مداري)   | النجاح: ساتل لعلم الفلك بالأشعة السينية الذي أطلقه مكوك الفضاء كولومبيا. معداته هي أكثر فعالية 100 مرة من تلك التي سبقتها ، وهو جزء من برنامج المرصدات الكبيرة. |
| 19 نوفمبر 1999 | Shenzhou 1        | الصين            | الأرض (مداري)   | النجاح: أول رحلة لبرنامج Shenzhou ، برنامج الرحلات الفضائية المأهولة لجمهورية الصين الشعبية. كانت رحلة تجريبية غير مأهولة.                                      |
| 10 ديسمبر 1999 | XMM-Newton        | الاتحاد الأوروبي | الأرض (مداري)   | النجاح:قمر صناعي موجه لعلم الفلك بالأشعة السينية ، أدى إلى العديد من الاكتشافات في مجال الفيزياء الفلكية. جزء من برنامج هورايزون 2000.                          |

## سنوات 2000

### 2000 (131 عنصر أطلق )
| تاريخ          | اسم المهمة | دولة                     | الوجهة (الموقف) | تعليق |
| -------------- | ---------- | ------------------------ | --------------- | --- |
| 25 مارس 2000   | IMAGE      | الولايات المتحدة         | الأرض (مداري)   | النجاح: أول مركبة فضائية لدراسة الاستجابة العامة للغلاف المغناطيسي للأرض للتغيرات في الرياح الشمسية      |
| 21 أكتوبر 2000 | Thuraya 1  | الإمارات العربية المتحدة | الأرض (مداري)   | النجاح: أول قمر اصطناعي لدولة الإمارات العربية المتحدة. قمر صناعي للاتصالات.                             |
| 30 أكتوبر 2000 | Beidou 1A  | الصين                    | الأرض (مداري)   | النجاح: أول قمر صناعي صيني لنظام تحديد المواقع بالأقمار الصناعية بيدو. قمر صناعي للإختبار مكونات النظام. |

### 2001 (93 عنصر أطلق )
| تاريخ         | اسم المهمة   | دولة                   | الوجهة (الموقف) | تعليق |
| ------------- | ------------ | ---------------------- | --------------- | --- |
| 7 أبريل 2001  | Mars Odyssey | الولايات المتحدة       | المريخ (مداري)  | النجاح: رسم خرائط لتوزيع المعادن والعناصر الكيميائية على سطح المريخ وكشف عن وجود الماء.                                                  |
| 30 يونيو 2001 | WMAP         | الولايات المتحدة       | الشمس (مداري)   | النجاح: تنفيذ ملاحظات كونية. |
| 8 أغسطس 2001  | Genesis      | الولايات المتحدة       | الشمس (مداري)   | نجاح جزئي: عاد إلى الأرض بعينات من جزيئات الرياح الشمسية ، تدفق الأيونات والإلكترونات النشطة التي تنتجها الشمس ، لكنها تحطمت عند العودة. |
| 7 ديسمبر 2001 | Jason-1      | الولايات المتحدة فرنسا | الأرض (مداري)   | النجاح: دراسة المحيطات وتأثيرها على تغير المناخ.                                                                                         |

### 2002 (101 عنصر أطلق )
| تاريخ          | اسم المهمة | دولة                     | الوجهة (الموقف) | تعليق |
| -------------- | ---------- | ------------------------ | --------------- | --- |
| 1 مارس 2002    | ENVISAT    | الاتحاد الأوروبي         | الأرض (مداري)   | النجاح: ساتل لرصد الأرض ، و يكون القياس وفق معاييرمختلفة لظروف البيئية الرئيسية للأرض بالغلاف الجوي والمحيط والجليد.                            |
| 17 مارس 2002   | GRACE      | الولايات المتحدة ألمانيا | الأرض (مداري)   | النجاح: قياسات مفصلة لجاذبية الأرض من أجل معرفة توزيع الجماهير داخل الكوكب وتفاوتاته بمرور الوقت.                                               |
| 11 ديسمبر 2002 | STENTOR    | فرنسا                    | الأرض (مداري)   | الفشل: تابع ل CNES ، قمر صناعي تجريبي للاتصالات. تم تدمير قاذفته عن قصد. الرحلة الأولى من إصدار ECA من Ariane 5 وتعتبر هذه الرحلة فشلها الوحيد. |

### 2003 (98 عنصر أطلق )
| تاريخ          | اسم المهمة       | دولة                   | الوجهة (الموقف)        | تعليق |
| -------------- | ---------------- | ---------------------- | ---------------------- | --- |
| 9 مايو 2003    | Hayabusa         | اليابان                | (25143) Itokawa (هابط) | النجاح الجزئي: عاد بعينة من الكويكب ، استخدام المحركات الأيونية كنظام دفع رئيسي ، هبوط ناجح جزئيا في 19 نوفمبر 2005.                                                                                        |
| 2 يونيو 2003   | Mars Express     | الاتحاد الأوروبي       | المريخ (مداري و هابط)  | الفشل الجزئي: نجح المسبار مارس اكسبرس في الدخول في المدار بينما فشل بيغل 2 في الهبوط. |
| 10 يونيو 2003  | Spirit           | الولايات المتحدة       | المريخ (هابط)          | النجاح: روفر يقودها مشغل من الأرض ، دراسة جيولوجية لسطح المريخ ، إشتغل حتى مارس 2010. |
| 30 يونيو 2003  | MOST             | كند                    | الأرض (مداري)          | النجاح: أصغر تلسكوب فضائي في مدار. أول تلسكوب فضائي لدراسة علم الزلازل النجمي. |
| 8 يوليو 2003   | Opportunity      | الولايات المتحدة       | المريخ (هابط)          | النجاح: روفر يقودها مشغل من الأرض ، دراسة جيولوجية لسطح المريخ. سافر 40 كم على سطح المريخ. |
| 27 سبتمبر 2003 | SMART-1          | الاتحاد الأوروبي       | القمر (مداري)          | النجاح: متظاهر تكنولوجي مدعوم بمحرك أيون يشتغل بالألواح الشمسية موجه للملاحة التلقائية والاتصال عن طريق شعاع الليزر.                                                                                        |
| 15 أكتوبر 2003 | Shenzhou 5       | الصين                  | الأرض (مداري)          | النجاح: أصبحت الصين الدولة الثالثة التي تضع رجلاً في مدار مع قاذفة قومية. اصبح يانغ لى وى أول صيني يطير رحلة مدارية على متن مركبة الفضاء Shenzhou التى اطلقها صاروخ Longue Marche 2F من منصة اطلاق جيوتشوان. |
| 29 ديسمبر 2003 | Double Star TC-1 | الاتحاد الأوروبي الصين | الأرض (مداري)          | النجاح: أول مهمة صينية تدرس الغلاف المغناطيسي للأرض. |

### 2004 (77 عنصر أطلق )
| تاريخ          | اسم المهمة       | دولة                                     | الوجهة (الموقف)                        | تعليق |
| -------------- | ---------------- | ---------------------------------------- | -------------------------------------- | --- |
| 2 مارس 2004    | Rosetta          | الاتحاد الأوروبي                         | 67P/Tchourioumov-Guerassimenko (مداري) | النجاح: أول مسبار يقوم بهبوط على نواة مذنب ، سادس مسبار يضع نفسه في مدار حول مذنب. حلق حول الكويكبات (2867) Šteins و (21) لوتيتيا.   |
| 25 يوليو 2004  | Double Star TC-2 | الاتحاد الأوروبي الصين                   | الأرض (مداري)                          | النجاح: دراسة الغلاف المغناطيسي الأرضي.                                                                                              |
| 3 أغسطس 2004   | MESSENGER        | الولايات المتحدة                         | عطارد (مداري)                          | النجاح: رسم الخرائط الكاملة لعطارد ودراسة التركيب الكيميائي لسطحه ومحيطه الخارجي وتاريخه الجيولوجي. أول استكشاف لعطارد منذ عام 1975. |
| 20 نوفمبر 2004 | SWIFT            | الولايات المتحدة إيطاليا المملكة المتحدة | الأرض (مداري)                          | النجاح: دراسة رشقات أشعة جاما. |

### 2005 (78 عنصر أطلق )
| تاريخ          | اسم المهمة                  | دولة             | الوجهة (الموقف)            | تعليق |
| -------------- | --------------------------- | ---------------- | -------------------------- | --- |
| 12 يناير 2005  | Deep Impact                 | الولايات المتحدة | 9P/Tempel (مداري)          | النجاح: مسبار فضائي ، و موجه لجمع البيانات عن التركيبة الداخلية للمذنب Tempel 1 . خلق فيه حفرة قطرها حوالي 30 مترا.                                |
| 21 يونيو 2005  | Cosmos 1                    | الولايات المتحدة | الأرض (ساتل)               | الفشل: أول شراع شمسي تم إطلاقه في الفضاء ، بمبادرة من منظمة The Planetary Society. كان إطلاق الصاروخ فولنا من الغواصة النووية الروسية K-496 فاشلاً. |
| 12 أغسطس 2005  | Mars Reconnaissance Orbiter | الولايات المتحدة | الأرض (مداري)              | النجاح: رسم خرائط للمريخ ، دراسة التركيب المعدني للتربة ، جيولوجيتها و البحث عن المياه المحتبسة على شكل ثلج.                                       |
| 13 أكتوبر 2005 | Syracuse 3A                 | فرنسا            | الأرض (ثابت بالنسبة للأرض) | النجاح: قمر صناعي للاتصالات |

### 2006 (116 عنصر أطلق )
| تاريخ          | اسم المهمة   | دولة                   | الوجهة (الموقف)                  | تعليق                                                                                   |
| -------------- | ------------ | ---------------------- | -------------------------------- | --------------------------------------------------------------------------------------- |
| 19 يناير 2006  | New Horizons | الولايات المتحدة       | بلوتو (تحليق) حزام كويبر (تحليق) | النجاح: أول مسبار حلق على بلوتو يوم 14 يوليو 2015. أول مهمة فضائية لاستكشاف حزام كويبر. |
| 11 مارس 2006   | Hot Bird 7A  | فرنسا                  | الأرض (مداري)                    | النجاح: الاتصالات السلكية واللاسلكية                                                    |
| 28 أبريل 2006  | CALIPSO      | فرنسا الولايات المتحدة | الأرض (مداري)                    | النجاح: يهدف إلى تحسين نمذجة تغير المناخ.                                               |
| 28 أبريل 2006  | CloudSat     | الولايات المتحدة       | الأرض (مداري)                    | النجاح: يهدف إلى تحسين نمذجة تغير المناخ.                                               |
| 4 أغسطس 2006   | Hot Bird 8   | فرنسا                  | الأرض (مداري)                    | النجاح: الاتصالات السلكية واللاسلكية                                                    |
| 11 أغسطس 2006  | Syracuse 3B  | فرنسا                  | الأرض (مداري)                    | النجاح                                                                                  |
| 27 ديسمبر 2006 | CoRoT        | فرنسا                  | الأرض (مداري)                    | النجاح: دراسة البنية الداخلية للنجوم والبحث عن الكواكب الخارجية.                        |

### 2007 (123 عنصر أطلق )
| تاريخ          | اسم المهمة | دولة             | الوجهة (الموقف)                     | تعليق |
| -------------- | ---------- | ---------------- | ----------------------------------- | --- |
| 4 أغسطس 2007   | Phoenix    | الولايات المتحدة | المريخ (هابط)                       | النجاح: سادس مركبة تهبط بسلاسة على سطح كوكب المريخ في 25 مايو 2008. أكدت على حقيقة وجود المياه المتجمدة في أرض المريخ.                                              |
| 14 سبتمبر 2007 | SELENE     | اليابان          | القمر (مداري)                       | النجاح: رصد تضاريس القمر وحقل جاذبيته. |
| 27 سبتمبر 2007 | Dawn       | الولايات المتحدة | (4) Vesta (مداري) (1) Cérès (مداري) | النجاح: دراسة الجسمين الرئيسيين لحزام الكويكبات. أول مسبار يوضع في مدار حول جرمين سماويين على التوالي. أول مسبار يصل إلى فستا (16 يوليو 2011) وسيريس (6 مارس 2015). |
| 24 أكتوبر 2007 | Chang'e 1  | الصين            | القمر (مداري)                       | النجاح: أول قمر صناعي صيني لرصد القمر. |
| 14 ديسمبر 2007 | Radarsat-2 | كندا             | الأرض (مداري)                       | النجاح: ساتل لمراقبة الأرض مزود برادار ذو فتحة اصطناعية. |

### 2008 (111 عنصر أطلق )
| تاريخ          | اسم المهمة    | دولة             | الوجهة (الموقف)       | تعليق |
| -------------- | ------------- | ---------------- | --------------------- | --- |
| 9 مارس 2008    | Jules Verne   | الاتحاد الأوروبي | ISS (إرساء)           | النجاح: أول سفينة شحن فضائية أوروبية. يمكن أن تحمل حوالي 7.7 طن من الشحن.                                              |
| 18 أبريل 2008  | VINASAT-1     | فيتنام           | الأرض (مداري)         | النجاح: أول قمر اصطناعي لفيتنام ، وهو قمر صناعي للاتصالات السلكية واللاسلكية مسير من شركة لوكهيد مارتن.                |
| 11 يونيو 2008  | Fermi         | الولايات المتحدة | الأرض (مداري)         | النجاح: تلسكوب فضائي لدراسة أشعة غاما عالية الطاقة المنبعثة من الأجسام السماوية.                                       |
| 28 سبتمبر 2008 | Ratsat        | الولايات المتحدة | الأرض (مداري)         | النجاح: ساتل تجريبي ، صار صاروخ SpaceX Falcon 1 هو أول قاذفة تم تطويرها وإنتاجها بواسطة شركة خاصة يتم إطلاقها في مدار. |
| 22 أكتوبر 2008 | Chandrayaan-1 | الهند            | القمر (مداري و مسبار) | النجاح: أول مسبار هندي على القمر و دراسة القمر. اختبار قدرات الهند التكنولوجية في الفضاء.                              |

### 2009 (129 عنصر أطلق )
| تاريخ          | اسم المهمة | دولة             | الوجهة (الموقف)     | تعليق |
| -------------- | ---------- | ---------------- | ------------------- | --- |
| 23 يناير 2009  | Ibuki      | اليابان          | الأرض (مداري)       | النجاح: أول قمر صناعي لدراسة الغازات الدفيئة. دراسة تركيزات ثاني أكسيد الكربون والميثان على مستوى أكثر من 56000 نقطة من الغلاف الجوي للأرض.                                                                                |
| 2 فبراير 2009  | Omid       | إيران            | الأرض (مداري)       | النجاح: أول قمر صناعي إيراني. أطلقه الصاروخ Safir-2 من قاعدة سمنان لتصبح بذلك إيران قوة الفضائية التاسعة. |
| 24 فبراير 2009 | OCO-1      | الولايات المتحدة | الأرض (مداري)       | الفشل: خلل عند الإطلاق ، موجه لإجراء قياسات لكمية ثاني أكسيد الكربون الموجودة في الغلاف الجوي للأرض. |
| 15 مارس 2009   | Kepler     | الولايات المتحدة | الأرض (مداري)       | النجاح: تلسكوب فضائي طور للكشف عن الكواكب خارج المجموعة الشمسية. في يوليو 2013 ، اكتشف كبلر 134 كواكب مؤكدة تدور حول 76 نجمة من خلال ملاحظات أخرى .                                                                        |
| 14 مايو 2009   | Herschel   | الاتحاد الأوروبي | Lagrange L2 (مداري) | النجاح: تلسكوب فضائي أجرى رصدات فلكية في مجالات الأشعة تحت الحمراء البعيدة والمغناطيسية ، لدراسة تشكيل النجوم ، ونشأت المجرات البدائية وتطورها ، فضلاً عن كيمياء بيئة الفضاء. منذ إطلاقه هو أكبر تلسكوب فضاء دخل في الخدمة. |
| 14 مايو 2009   | Planck     | الاتحاد الأوروبي | Lagrange L2 (مداري) | النجاح: تلسكوب فضائي ، لدراسة الخلفية الميكروكونية في المجال الطيفي . سمح بإستخلاص عدة خرائط لإعادة بناء تاريخ الكون. |
| 14 ديسمبر 2009 | WISE       | الولايات المتحدة | الأرض (مداري)       | النجاح: اكتشف التلسكوب الفضائي 33000 كويكبات في الحزام الرئيسي و 134 عنصرًا قريبًا من الأرض و 20 مذنباً (فبراير 2011). |

## سنوات 2010

### 2010 (129 عنصر أطلق )
| تاريخ          | اسم المهمة                 | دولة             | الوجهة (الموقف)                     | تعليق |
| -------------- | -------------------------- | ---------------- | ----------------------------------- | --- |
| 11 فبراير 2010 | Solar Dynamics Observatory | الولايات المتحدة | الأرض (مداري)                       | النجاح: يجب أن نطور معرفتنا بالشمس ، خاصة خصائصها التي تؤثر على الأرض والفضاء القريب منها ، والتغيرات في نشاطها.                                                                            |
| 22 أبريل 2010  | Boeing X-37                | الولايات المتحدة | الأرض (مداري)                       | النجاح: نموذج لمكوك الفضاء بدون طيار لتطوير تكنولوجيات جديدة للإقلاع المداري وإعادة الدخول في الغلاف الجوي والتحضير لاستبدال المكوك الفضائي الأمريكي تم العمل عليه منذ عام 1999من طرف ناسا. |
| 20 مايو 2010   | Akatsuki                   | اليابان          | المريخ (مداري)                      | النجاح: دراسة الغلاف الجوي لكوكب الزهرة. دخل المدار في 7 ديسمبر 2015 بعد أن تم إنقاذ البعثة نتيجة فشل في نظام الدفع.                                                                        |
| 1 أكتوبر 2010  | Chang'e 2                  | الصين            | القمر (مداري) 4179 Toutatis (تحليق) | النجاح: دراسة القمر ، أول مهمة صينية إلى كويكب. |

### 2011 (137 عنصر أطلق )
| تاريخ          | اسم المهمة      | دولة             | الوجهة (الموقف) | تعليق |
| -------------- | --------------- | ---------------- | --------------- | --- |
| 4 مارس 2011    | Glory           | الولايات المتحدة | الأرض (مداري)   | الفشل: خلل أثناء الإطلاق. كان مسؤولة عن تحديد خصائص الأهباء الجوية الموجودة في الغلاف الجوي للأرض ولحساب الإشعاع الكلي للشمس بدقة. و كان من المقرر أن يكون جزءًا من A-train ، وهي سلسلة من الأقمار الصناعية المخصصة لمراقبة الغلاف الجوي للأرض. |
| 18 يوليو 2011  | RadioAstron     | روسيا            | الأرض (مداري)   | النجاح: تلسكوب راديوي فضائي ، والقيام بملاحظات على أربعة أطوال موجية. |
| 5 أغسطس 2011   | Juno            | الولايات المتحدة | المشتري (مداري) | في التقدم: دراسة المشتري ، هيكله وطريقة تشكله. يجب أن تصل إلى المدار في عام 2016. |
| 10 سبتمبر 2011 | GRAIL           | الولايات المتحدة | القمر (مداري)   | النجاح: حقق مسحًا مفصلاً جدًا لحقل جاذبية للقمر لتحديد بنيته الداخلية. |
| 29 سبتمبر 2011 | Tiangong 1      | الصين            | الأرض (مداري)   | النجاح: أول محطة فضائية صينية ، للتحقق من صحة تقنية موعد الفضاء التلقائي ، وتطوير مكونات محطة فضائية وتجربة إقامة طاقم فيها. هي محطة صغيرة (8.5 طن) سميت ب Tiangong 1.                                                                         |
| 12 أكتوبر 2011 | Megha-Tropiques | فرنسا الهند      | الأرض (مداري)   | النجاح: دراسة التبادل الحراري بين المحيطات والغلاف الجوي في المنطقة المدارية لفهم تأثيرها على المناخ بشكل أفضل. |
| 21 أكتوبر 2011 | Galileo PFM     | الاتحاد الأوروبي | الأرض (مداري)   | النجاح: أول قمر صناعي من نظام تحديد المواقع بالأقمار الصناعية الأوروبي Galileo. القمر الصناعي لإختبار مكونات النظام . |
| 8 نوفمبر 2011  | Phobos-Grunt    | روسيا            | فوبوس (مداري)   | الفشل: دراسة فوبوس ، سقط على الأرض في 15 يناير 2012. |
| 26 نوفمبر 2011 | Curiosity       | الولايات المتحدة | المريخ (مداري)  | النجاح: مركبة تقاد من الأرض ، وهي دراسة جيولوجية على سطح المريخ،هبطت على سطح المريخ في 6 أغسطس 2012. خمس مرات أثقل من المسبار السابق (899 كجم).                                                                                                |

### 2012 (138 عنصر أطلق )
| تاريخ          | اسم المهمة                | دولة             | الوجهة (الموقف)    | تعليق |
| -------------- | ------------------------- | ---------------- | ------------------ | --- |
| 22 مايو 2012   | COTS-2                    | الولايات المتحدة | ISS (إرساء)        | النجاح: أول سفينة شحن تجارية في الفضاء تقوم بالتعيين والتركيب في محطة الفضاء الدولية                                                                         |
| 16 يونيو 2012  | Shenzhou 9                | الصين            | Tiangong 1 (إرساء) | النجاح: رحلة فضائية مأهولة. التحقق من صحة نظام الإرساء الذاتي ، الطاقم الأول على متن محطة الفضاء الصينية ، الصينية الأولى في الفضاء (ليو يانغ).              |
| 9 سبتمبر 2012  | SPOT 6                    | فرنسا            | الأرض (مداري)      | النجاح: سواتل لمراقبة الأرض المدنية الفرنسية ، مصنوعة ومدارة من قبل EADS Astrium. دقة الصور البانورامية 1.5 متر. وضعت في المدار من قبل القاذفة الهندية PSLV. |
| 12 ديسمبر 2012 | Kwangmyŏngsŏng 3 numéro 2 | كوريا الشمالية   | الأرض (مداري)      | النجاح: أول قمر اصطناعي لكوريا الشمالية. أطلقت من قبل صاروخ Unha-3 من منصة إطلاق Sohae. لتصبح كوريا الشمالية القوة الفضائية العاشرة.                         |

### 2013 (214 عنصر أطلق )
| تاريخ          | اسم المهمة           | دولة             | الوجهة (الموقف)     | تعليق |
| -------------- | -------------------- | ---------------- | ------------------- | --- |
| 30 يناير 2013  | STSAT-2C             | كوريا الجنوبية   | الأرض (مداري)       | النجاح: أول قمر اصطناعي لكوريا الجنوبية تم إطلاقه بواسطة صاروخ كوري جنوبي نارو -1 من مركز الإطلاق نارو. لتصبح كوريا الجنوبية القوة الفضائية الحادية عشرة.                           |
| 5 نوفمبر 2013  | Mars Orbiter Mission | الهند            | المريخ (مداري)      | النجاح: دراسة الغلاف الجوي للمريخ ، الذي وضع في مدار حول المريخ في 24 سبتمبر 2014. الهند تصبح رابع قوة فضائية تمتلك مركبة فضائية مريخية.                                            |
| 18 نوفمبر 2013 | MAVEN                | الولايات المتحدة | المريخ (مداري)      | النجاح: مركبة مدارية كبيرة (2.55 طنا وطول جناحيها 11 متراً) ، مخصصة لدراسة الغلاف الجوي للمريخ ولتكون بمثابة همزة وصل للاتصالات بين المركبة الفضائية الموضوعة على سطح المريخ والأرض. |
| 1 ديسمبر 2013  | Chang'e 3            | الصين            | القمر (هابط)        | النجاح: أول رانج صيني على القمر (يوتو). أول مركبة فضائية تهبط على القمر منذ عام 1976.                                                                                               |
| 19 ديسمبر 2013 | Gaia                 | الاتحاد الأوروبي | Lagrange L2 (مداري) | النجاح: مهمة فضائية فلكية ، مكرسة لقياس الموقع ، والمسافة وحركة النجوم ، ودراسة تشكيل وتطور مجرتنا.                                                                                 |

### 2014 (285 عنصر أطلق )
| تاريخ         | اسم المهمة    | دولة             | الوجهة (الموقف)        | تعليق                                                                                         |
| ------------- | ------------- | ---------------- | ---------------------- | --------------------------------------------------------------------------------------------- |
| 3 أبريل 2014  | Sentinelle-1A | الاتحاد الأوروبي | الأرض (مداري)          | النجاح: ساتل رصد الأرضية المنخفضة ، الأول في سلسلة Sentinel لاستبدال السلسلة القديمة ENVISAT. |
| 19 يونيو 2014 | ANTELSat      | الأوروغواي       | الأرض (مداري)          | النجاح: أول قمر صناعي أوروغواياني. ساتل علمي مع مكون لهواة الراديو.                           |
| 19 يونيو 2014 | QB50p1        | بلجيكا           | الأرض (مداري)          | النجاح: أول قمر اصطناعي بلجيكي من الأقمار الصناعية العلمية.                                   |
| 19 يونيو 2014 | TigriSat      | العراق           | الأرض (مداري)          | النجاح: أول قمر صناعي عراقي من الأقمار الصناعية العلمية.                                      |
| 3 ديسمبر 2014 | Hayabusa 2    | اليابان          | (162173) Ryugu (مداري) | في العبور: مهمة عودة عينة من نوع C لكويكب.                                                    |
| 5 ديسمبر 2014 | EFT-1         | الولايات المتحدة | الأرض (مداري)          | النجاح: أول رحلة لمركبة أوريون الفضائية.                                                      |

### 2015 (87 عنصر أطلق )
| تاريخ          | اسم المهمة               | دولة             | الوجهة (الموقف) | تعليق |
| -------------- | ------------------------ | ---------------- | --------------- | --- |
| 31 يناير 2015  | SMAP                     | الولايات المتحدة | الأرض (مداري)   | النجاح: ساتل علمي لقياس رطوبة التربة على سطح الأرض وحالته . |
| 27 أبريل 2015  | TurkmenAlem52E/MonacoSAT | تركمانستان       | الأرض (مداري)   | النجاح: أول قمر صناعي تركماني. قمر صناعي للاتصالات ، أطلقه صاروخ SpaceX Falcon 9 V1.1. |
| 24 نوفمبر 2015 | Telstar 12V              | كندا             | الأرض (مداري)   | النجاح: ساتل للاتصالات السلكية واللاسلكية ، وضع في مدار النقل المستقر بالنسبة للأرض من قبل قاذفة اليابانية H-IIA ، أول إطلاق تجاري قامت به اليابان.                                                                                   |
| 22 ديسمبر 2015 | Orbcomm OG2              | الولايات المتحدة | الأرض (مداري)   | النجاح: 11 ساتلا للاتصالات السلكية واللاسلكية تنتمي إلى Orbcomm ، وضعت في المدار خلال الرحلة الأولى من قاذفة صواريخ Full Falcon 9 من سبيس إكس (الإصدار 1.2). أول هبوط ناجح لطابق إطلاق . خطوة حاسمة نحو قاذفة قابلة لإعادة الاستخدام. |

### 2016 (108 عنصر أطلق )
| تاريخ         | اسم المهمة                | دولة             | الوجهة (الموقف) | تعليق |
| ------------- | ------------------------- | ---------------- | --------------- | --- |
| 14 مارس 2016  | ExoMars Trace Gas Orbiter | الاتحاد الأوروبي | المريخ (مداري)  | النجاح : دراسة وجود وأصل الغازات الموجودة في الغلاف الجوي المريخي                                                                                |
| 25 يونيو 2016 | Longue Marche 7           | الصين            | الأرض (مداري)   | النجاح : هو جزء من الجيل الجديد من الصواريخ الصينية التي ستحل محل منصات الإطلاق المسيرة 2 و 3 و 4 التي تم تطويرها في بداية برنامج الفضاء الصيني. |
| 8 سبتمبر 2016 | OSIRIS-REx                | الولايات المتحدة | الأرض (مداري)   | النجاح : دراسة الكويكب بينو وإحضار عينة من تربته إلى الأرض ، للسماح بإجراء دراسة شاملة.                                                          |

### 2017 (175 عنصر أطلق )
| تاريخ         | اسم المهمة      | دولة  | الوجهة (الموقف) | تعليق                                                                          |
| ------------- | --------------- | ----- | --------------- | ------------------------------------------------------------------------------ |
| 20 أبريل 2017 | Tianzhou        | الصين | الأرض (مداري)   | النجاح : أول رحلة لسفينة فضاء صينية. التزود بالوقود من محطة الفضاء Tiangong 2. |
| 2 يوليو 2017  | Longue Marche 5 | الصين | الأرض (مداري)   | الفشل: قمر صناعي للاتصالات الساتلية التجريبية، خلل عند الإطلاق.                |

## قائمة المراجع
Astronautix : الموقع المرجعي لجميع البرامج الفضائية.
Gunther's Page : وصف قصير وشامل لجميع السواتل ، تاريخ الأشياء التي تم إطلاقها والأجسام المتوقع إطلاقها.
www.jpl.nasa.gov